# Kolonie aan de rivier de Swan
De kolonie aan de rivier de Swan (Engels: Swan River Colony) was een Britse kolonie in het westen van het Australische continent. Ze bestond officieel van 1829 tot 1832.
In het begin van de 19e eeuw leken de Fransen interesse in het westelijke deel van het Australische continent te tonen. De Britten besloten er enkele militaire posten en nederzettingen op te richten om te voorkomen dat de Fransen het in het bezit namen. In 1827 verkende kapitein James Stirling onder meer om die reden de Swan en geraakte ervan overtuigd dat het een ideale plaats was om een kolonie te stichten. Zijn positieve verslag en de naoorlogse omstandigheden in het Verenigd Koninkrijk (VK) brachten een 'Swan Mania' op gang. Twee jaar later voer Stirling met twee schepen en enkele honderden kolonisten en soldaten naar de Swan terug, om er een nederzetting te vestigen. Tientallen schepen met kolonisten zouden de daaropvolgende maanden en jaren volgen.
De kolonie mocht de Britse staat niet veel kosten en zou voornamelijk met private middelen worden gefinancierd. De kolonisten kregen grond toegewezen in verhouding tot de hoeveelheid ingebrachte kapitaalgoederen. Nadat de eerste kolonisten waren gearriveerd duurde het nog bijna een half jaar voor de eerste gronden konden worden toegewezen, omdat de omgeving nog verkend en de kavels opgemeten dienden te worden. De kolonisten overleefden in die periode in barre omstandigheden, zonder veel bescherming tegen de weersomstandigheden, terend op voorraden uit Engeland, jacht en visvangst.
Eens de gronden waren toegewezen rezen andere problemen. Sommige kolonisten hadden geen tijd of onvoldoende financiële middelen over om ze in cultuur te brengen. Andere kolonisten kregen nog geen grond of grond van slechte kwaliteit toegewezen. Er heerste een tekort aan geschoolde arbeidskrachten en muntgeld. De Nyungah, met wie de kolonisten vriendschappelijke relaties had ontwikkeld, werden vijandiger naarmate het wild verdween en meer grond in cultuur werd gebracht.
In de beginjaren zag het er soms naar uit dat de kolonie niet zou overleven. Sommige kolonisten keerden terug naar Engeland of de kolonies aan de oostelijke zijde van het Australische continent. De 'Swan Mania' in het VK sloeg om in negatieve berichtgeving, vele investeringen werden stopgezet en vertrekkensklare schepen bleven aan de kade. De kolonisten slaagden er echter in landbouw en veeteelt te ontwikkelen. Ze verkenden de omgeving, voerden openbare werken uit en vestigden zich zowel ten zuiden, noorden als oosten van de Swan.
De kolonie werd begin 1832 tot de kolonie van West-Australië (Engels: Colony of Western Australia) hernoemd. De drijvende kracht achter de totstandkoming van de kolonie, kapitein James Stirling, werd toen officieel tot gouverneur van West-Australië benoemd. De oorspronkelijke nederzetting ontwikkelde tot de stad Perth. De kolonie zou in de volksmond nog jaren de Swan River Colony worden genoemd.

## Aanloop

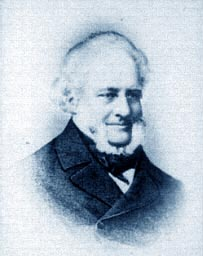
James Stirling

Het Britse Rijk zocht in het begin van de 19e eeuw naar manieren om zijn handelspositie in het Oosten te versterken. Nederland had Singapore op 17 maart 1824 overgedragen. Op 26 september 1824 werd een Britse nederzetting op Melville-eiland gevestigd. In januari 1826 verkreeg het Britse 'Colonial Office'  informaties over groeiende Franse interesse in het westelijke deel van het Australische continent. Het gelaste Ralph Darling, de gouverneur van New South Wales, bijkomende nederzettingen in het westen van Australië te vestigen. Op 9 november 1826 zette majoor Edmund Lockyer met de Amity zeil naar het westen van Australië. Hij arriveerde op 25 december 1826 in de King George Sound en vestigde er een militaire post. Uit Lockyers dagboek blijkt dat de baai reeds geregeld door – vooral Amerikaanse – walvis- en zeehondenjagers werd bezocht. De walvisjagers bleken geweld tegen de inheemse bevolking te hebben gebruikt.
Om zonder aanstoot naar de Franse interesse te peilen, werd kapitein James Stirling tot bevelhebber van de HMS Succes benoemd. Onder het mom van een levering muntgeld aan de kolonie New South Wales, en de bevoorrading van de basis op Melville-eiland – vanwaar verontrustende tijdingen Londen hadden bereikt, zette Stirling op 9 juni 1826 naar Sydney zeil. Volgens Stirlings biografe, Pamela Stathem-Drew, speelde hij toen al met het idee van een verkenning – zo niet een nederzetting aan de monding – van de Swan. Ze vermoedde dat Stirling in de bibliotheek van de oom van zijn vriend James Mangles verscheidene werken over New South Wales had ingekeken. De oom, die ook James Mangels heette, had drie schepen tussen Londen en Sydney varen. Tijdens de reis naar New South Wales bestudeerde Stirling de land- en zeekaarten die de Britten van Australië in hun bezit hadden.
Na kaap de Goede Hoop en Mauritius te hebben aangedaan, rondde Stirling op 4 november 1826 kaap Leeuwin. Volgens Stathem-Drew namen Stirlings plannen om de kust boven kaap Leeuwin te verkennen toen vermoedelijk vaste vorm aan. Van zijn collega's en de familie Mangles wist hij dat de Britse militaire en koopvaardijschepen gevaar liepen tussen kaap de Goede Hoop en de Britse basissen in Bombay, Madras en Trincomalee. Met een Britse basis op de Australische westkust kon volgens Stirling dit gevaar worden omzeild. De schepen konden dan van de Roaring Forties gebruik maken en vervolgens met behulp van de landwinden langs de westkust van wat toen nog Nieuw Holland heette noordwaarts varen. Een militaire post diende de kust te beveiligen en de mogelijkheid tot bevoorrading te bieden. De King George Sound was reeds gebruikt voor het herstellen en bevoorraden van schepen maar lag te zuidelijk. Buitenlandse machten zouden slechts de dreiging van een basis op de westkust erkennen. De kust aan de monding van de Swan was nog nooit door een Brits officier verkend. Noch Matthew Flinders rond 1802, noch Philip Parker King in 1817, hadden de kuststrook tussen Shark Bay en kaap Leeuwin tijdens hun ontdekkingsreizen deftig kunnen verkennen. De kuststrook lag daarenboven ten zuiden van het eerder door Nederlandse ontdekkingsreizigers te droog bevonden gebied.

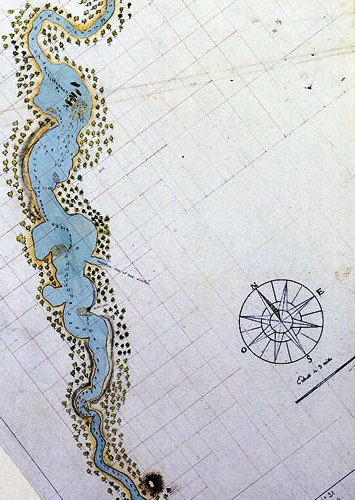
d'Urvilles kaart van de rivier Swan uit 1801

Op 28 november 1826 arriveerde Stirling in Port Jackson. Het muntgeld werden ontscheept. Stirling ontmoette er gouverneur Darling en vernam dat Darling majoor Edmund Lockyer naar de King George Sound had gezonden om er een militaire post te vestigen. Op 2 december 1826 arriveerde de L'Astrolobe onder bevel van Jules Dumont d'Urville in Port Jackson. Stirling bezocht d'Urville verscheidene malen. Ze bespraken Stirlings missie naar Melville-eiland en Stirling mocht de Franse kaarten van de westkust bestuderen. Stirling schrok toen hij een gedetailleerde kaart van de Swan uit 1801 opmerkte. Hij had de verslagen van Nicolas Baudins verkenningstocht gelezen maar deze bevatten geen kaarten of details van de verkenning van de Swan door kapitein Hamelin en luitenant de Freycinet – toen hun schip de Naturaliste bij Rottnesteiland voor anker op de Geographe van Baudin lag te wachten. De Fransen vonden de rivier echter slecht bevaarbaar en drinkwater te veraf gelegen, en verloren hun interesse. Stirlings hoop op roem lag aan diggelen, maar al snel besefte hij dat de Fransen verder geen moeite meer hadden gedaan en dat de rivier niet tot haar bron was verkend. Volgens d'Urville waren de Fransen bovendien niet meer in de westkust maar in Nieuw-Zeeland geïnteresseerd.
Op dezelfde dag dat d'Urville in Port Jackson aanmeerde, arriveerde de van Melville-eiland teruggekeerde Isobella. De nieuwe bevelhebber van de nederzetting liet weten dat veel problemen ondertussen waren verholpen. Gouverneur Darling schreef het goede nieuws in een boodschap voor Londen en voegde eraan toe dat hij Stirling had laten weten dat het niet het geschikte seizoen was voor de reis naar Melville-eiland. Stirling liet Darling in een schrijven weten dat hij de Swan wilde verkennen en gaf hiervoor vier argumenten:
- Het gebied was van strategische en nautische waarde. Voor de monding van de rivier de Swan lag een dynamische zone met twee sterke tegengestelde windkrachten waardoor daar gestationeerde schepen de hele Indische Oceaan konden controleren.
- Het gebied lag op dezelfde lengtegraad als Sydney en had een mediterraan klimaat waardoor men er koopwaar kon produceren om met tropische buren als India, de eilanden van de Indische Archipel en Mauritius handel te drijven.
- Schepen die handeldreven met China konden kosten besparen door vracht voor de nederzetting aan de Swan mee te nemen en er zich te bevoorraden.
- De Swan lag slechts op drie weken varen van Madras – tegenover op drie maanden varen van Engeland. Het Brits militair en koloniaal personeel kon zo op verlof in een gematigder klimaat, en de bevoorradingsroutes waren veel korter.[4]

Stirling kreeg toelating om de Swan te verkennen en op 17 januari 1827 voer hij met de Succes en de Currency Lass uit. Aan boord waren onder meer koloniaal botanicus Charles Fraser, landschapsschilder Frederick Garling Jr. en scheepsarts Frederick Clause. Stirling diende eerst muntgeld af te leveren in Hobart. De Currency Lass liep na het verlaten van Hobart echter averij op en werd achter gelaten. Onderweg bestudeerde Stirling kopijen van d'Urvilles kaarten.

## De verkenning van de Swan

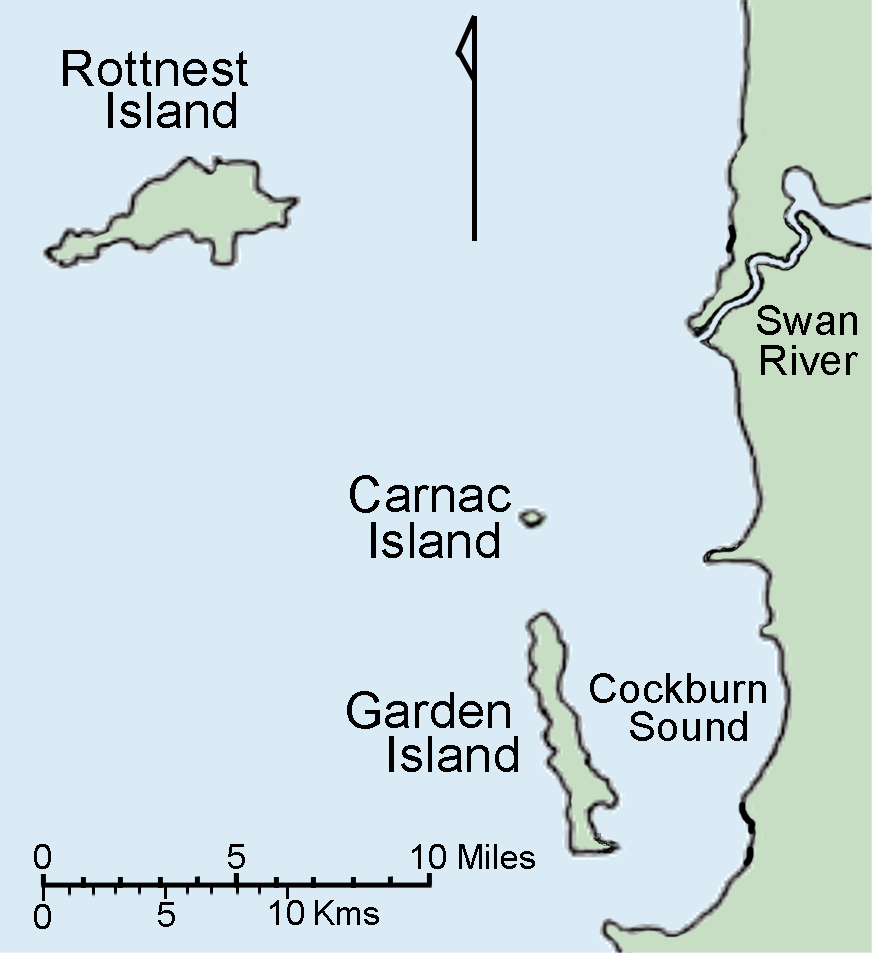
De kust voor de monding van de Swan

Op 5 maart 1827 bereikte de Succes Rottnesteiland. Na een mislukte poging om dicht tegen het vaste land voor anker te gaan, werd de nacht net buiten Thomson Bay doorgebracht. De volgende ochtend om vijf uur reeds lichtte men het anker en voer voorzichtig – onderwijl de diepte peilend – naar de monding van de Swan. De Succes had een diepte van 5,5 meter en de twee zandbanken tussen de eilanden en het vaste land lagen op sommige plaatsen slechts 4 meter onder de waterspiegel. Men ging anderhalve kilometer ten zuidwesten van de monding voor anker, op een plaats waar het water 6 meter diep was. Stirling, Preston en Fraser voeren met een verkenningsboot de rivier op, tot aan een verbreding in de rivier die Stirling 'Melville Water' noemde. Hij vernoemde nog twee andere punten, naar luitenant Preston en zijn broer Walter, en schoot drie zwarte zwanen.
Kapitein Millroy van de Succes had ondertussen een vaargeul gevonden. Nadat Stirling van de verkenningstocht was teruggekeerd, werd de vaargeul met moeite teruggevonden. Stirling vond een ankerpunt nabij 'Isle Berthelot'. Hij hernoemde het 'Carnac Island' naar zijn eerste luitenant, en 'Isle Bauche' 'Garden Island'. Een bezoek aan 'Garden Island' gaf uitzicht op de Cockburn Sound, een baai die uitstekend als haven kon dienen indien een toegang kon worden gevonden. Stirling liet de Succes vervolgens onder het gezag van zijn luitenanten Carnac en Preston achter, met instructies om een veilige toegang tot de baai te vinden. Hij begon aan de voorbereiding van zijn verkenningstocht.
Op 8 maart voer Stirling met twee boten de Swan op. Aan boord waren luitenant Belches, scheepsarts Clause, botanicus Frazer, kunstenaar Garling, scheepsklerk Gilbert, adelborst Heathcote, zeven matrozen en vier mariniers. Tot Point Belches konden ze varen maar vonden vervolgens geen vaargeul en dienden hun boten drie kilometer lang over zandbanken te slepen. Ze deden er twee dagen over. Terwijl zijn mannen zich daaraan zetten beklommen Stirling, Frazer en Garling een nabijgelegen heuvel. Stirling noemde de heuvel Mount Eliza naar gouverneur Darlings echtgenote. Garling tekende er View from Mount Eliza. Frazer vond anderhalve kilometer ten noordoosten van Point Frazer drinkbaar water. Stirling vestigde er hun kamp en noemde de lagune Clausebrook, naar de scheepsarts (het latere Claisebrook). Ze ontwaarden er de inheemse bevolking voor het eerst. Stirling schreef in zijn dagboek dat "drie gewapende inboorlingen kwaad leken op de invasie van hun gebied". Stathem-Drew maakt hieruit op dat Stirling erkende dat het land aan iemand anders toebehoorde en dat zijn ontdekkingstocht een invasie was.

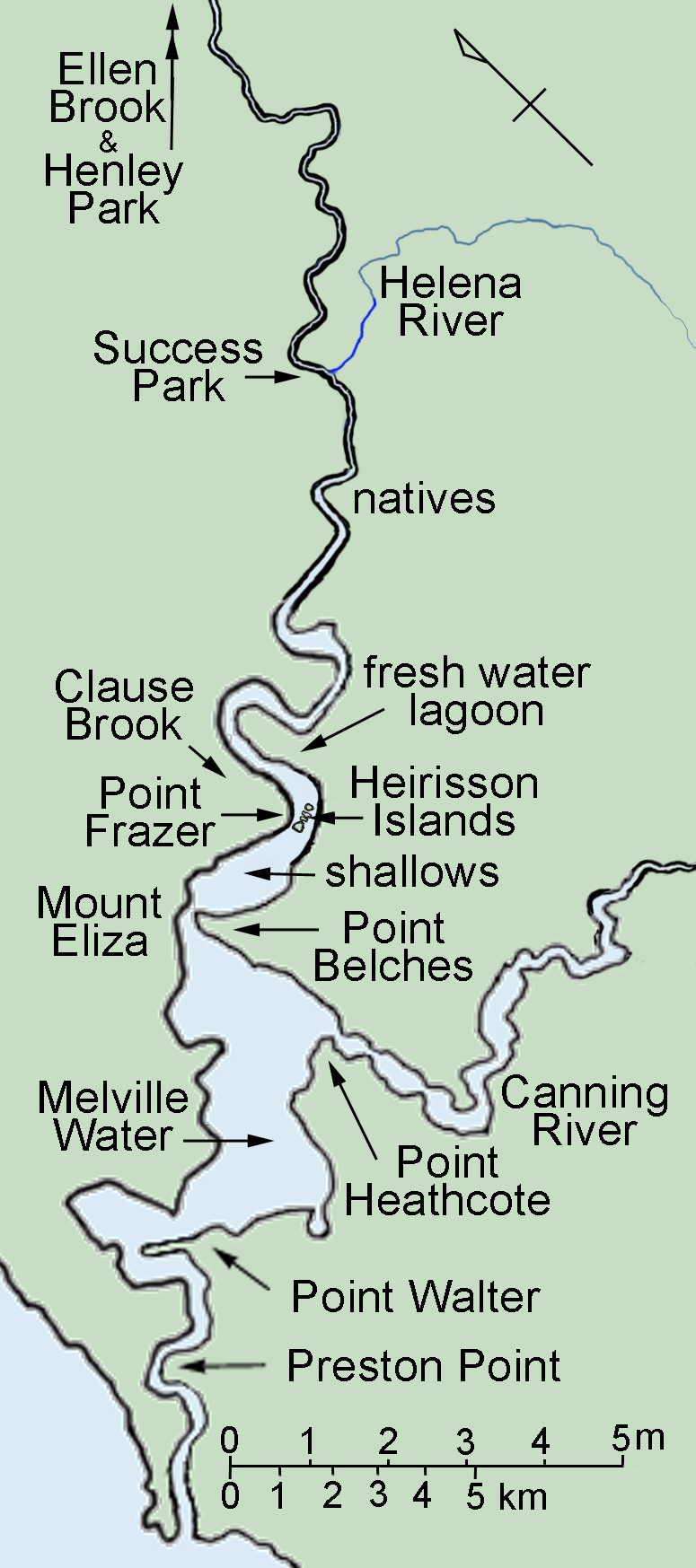
Verkenning van de Swan

Op de vierde dag vond voor het eerst een echte ontmoeting met de inheemse bevolking plaats. Stirling besloot zelf geen contact te initiëren – om vijandigheden te vermijden – maar ook om het contact niet af te wijzen. De Aborigines joelden vanop de hoger gelegen rivieroever terwijl ze de boten volgden. Stirling verwachtte zich elk moment aan een regen speren. Langzaamaan kwamen de oever en rivier op meer gelijke hoogte te liggen. De Aborigines aapten het gedrag van de inzittenden van de boot na. Er werd hen een dode zwaan toegeworpen die ze aanvaardden. De boten hadden ondertussen de samenvloeiing van de Swan en de Helena bereikt. Stirling merkte op dat de grasvelden op de oevers aan graanvelden deden denken. Op 13 maart bereikten ze de samenvloeiing met de Ellen Brook, een kreek vernoemd naar Stirlings echtgenote. Het bleek het verst bevaarbare punt van de Swan. Er werd kamp opgezet en toen het wat koeler werd beklom Stirling met een verkenningsploeg de Greenmount aan de rand van de Darling Scarp. Het uitzicht bekoorde Stirling. Zo ver als het oog west-, noord- en zuidwaarts kon zien, strekte zich een enorme beboste vlakte uit waardoor de rivier kronkelde. De volgende dag werden drie verkenningsploegen uitgestuurd om de omgeving te verkennen en 's avonds werden een groentetuin en boomgaard aangelegd. Op 15 maart begon men aan de terugtocht. Men had er vijf dagen over gedaan om de rivier stroomopwaarts te volgen maar de terugtocht duurde slechts een dag.
De achterblijvers hadden ondertussen de kustwaters in kaart gebracht maar geen vaargeul gevonden die toegang tot de Cockburn Sound gaf. Stirling besloot om de eilanden, zandbanken en waters de volgende dagen verder te bestuderen. Hij vond toch een vaargeul naar de Cockburn Sound. De toegang tot Melville Water werd in kaart gebracht. Er werd drinkbaar water ontdekt nabij Arthur's Head en Point Heathcote. Aan Point Heathcote en op Garden Island werden moestuinen aangelegd. Op het Garden Island werden een koe, twee drachtige schapen en drie geiten achter gelaten. Op 22 maart werd zeil gezet naar Geographe Bay om, zoals opgedragen door gouverneur Darling, na te gaan of de Fransen er aanspraak op maakten. Onderweg naar Sydney deed Stirling de militaire post aan de King George Sound aan, liet er zoveel mogelijk voorraden achter vermits er tekorten waren, en pikte majoor Lockyer op. Op 16 april 1827 werd het anker voor Sydney uitgeworpen.
Stirling schreef twee verschillende verslagen over de verkenning van de rivier Swan. Een eerste verslag gedateerd op 21 april 1827, voor gouverneur Darling dat naar het 'Colonial Office' werd doorgestuurd, en een tweede verslag gedateerd op 31 augustus 1827, voor de Admiraliteit. Het verslag voor Darling bestond uit een dagverslag en een nabeschouwing over het gebied en de mogelijkheden ervan, met een brief van scheepsarts Clause over de invloed van het klimaat op de gezondheid. Stirling voegde er ook Frazers verslag over de natuurlijke omgeving aan toe. Het verslag voor de Admiraliteit was korter en had meer oog voor ankerplaatsen, mineralenvondsten en strategische overwegingen. De verslagen bleken later op drie vlakken veel te positief. Omdat er overal hoge jarrahbomen groeiden, dacht Stirling dat er net als in de riviervallei overal vruchtbare grond beschikbaar was. Jarrahbomen groeien echter in onvruchtbare grond. De verkenningstocht vond plaats in de beste klimatologische periode van het jaar waardoor de natuur groener en de temperaturen en winden aangenamer dan doorgaans waren. Veel ankerplaatsen bleken bovendien gevaarlijker dan gedacht, vooral onder slechte weersomstandigheden.
Ook Lockyer zond gouverneur Darling verslagen. Hij probeerde een beslissing over het ontwikkelen van een kolonie te beïnvloeden ten voordele van de King George Sound. Lockyer nam er onder meer de geruchten in op die hij van zeehondenjagers over de locatie aan de Swan had vernomen. Ze hadden hem verteld dat de ankerplaatsen aan de Swan gevaarlijk waren, de zandbank in de monding van de rivier onoverkomelijk was en dat de inheemse bevolking er vijandig was. Lockyer beschreef ook hoe King George Sound een veilige haven vormde, goed gelegen lag voor de schepen die tussen Londen, Sydney en Hobart voeren en dat er voldoende zoetwatervoorraden aanwezig waren.

## Lobbying

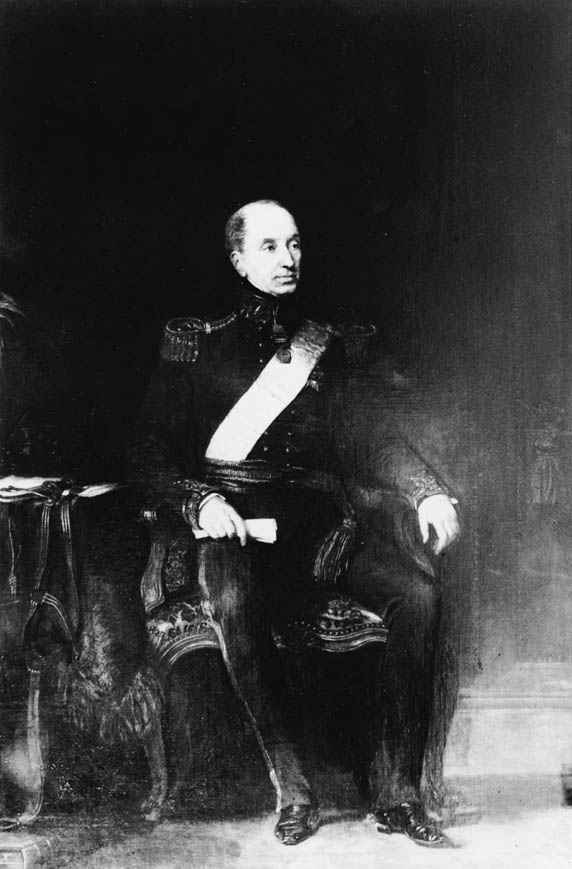
Gouverneur van New South Wales Ralph Darling

Gouverneur Darling was onder de indruk van Stirlings positieve verslagen. Hij stuurde ze door naar het 'Colonial Office' en voegde er een schrijven met zijn eigen bedenkingen aan toe. Daarin onderschreef hij Stirlings argumenten en toonde enkel voorbehoud bij de diepgang van de waters aan de monding van de Swan. Volgens Darling zou de nieuwe kolonie aanvankelijk wel vanuit Engeland of Indië dienen bevoorraad te worden, en niet vanuit New South Wales. Reeds te veel nederzettingen en militaire posten waren afhankelijk van New South Wales en hij vroeg zelf om bijkomende bevoorrading. Darling prees Stirling aan als mogelijke leider van de kolonie mocht de beslissing genomen worden een kolonie aan de Swan te vestigen. Ook Stirling zond nog een schrijven naar graaf Bathurst van het 'Colonial Office'. Daarin stelde hij zichzelf kandidaat om de kolonie te leiden mocht beslist worden ze te stichten. Vervolgens vertrok Stirling naar de nederzetting op Melville-eiland. Hij werd er ziek van het klimaat en diende naar Engeland terug te keren.
In Engeland schreef Stirling de Admiraliteit aan om zijn terugkeer te rechtvaardigen. Hij voegde medische attesten toe en vroeg compensatie aan. Stirling werd van zijn dienst ontheven en op half loon gezet. Daardoor kon hij zijn aandacht ten volle op de mogelijke kolonie aan de Swan richten. Stirling was er zich niet van bewust dat de aanhoudende vragen voor bevoorrading van alle nederzettingen rondom New South Wales reeds hadden geleid tot de beslissing om vanwege de kosten niets te ondernemen. De Britse Oost-Indische Compagnie (OIC) mocht er van de Admiraliteit indien gewenst wel een kolonie stichten. Stirling op 29 november 1827, en Darling op 28 januari 1828, werden aangeschreven met de boodschap dat Stirling niet tot bewindsvoerder zou worden benoemd vermits er geen nieuwe kolonie zou worden gesticht. Secretaris William Huskisson van het 'Colonial Office' zond ook een schrijven naar de Britse OIC om te laten weten dat ze indien gewenst een handelspost aan de Swan konden stichten maar ook de OIC besliste daartegen. Stirling was zich vermoedelijk van dit alles niet bewust. Zelf had hij nog niets ontvangen. Hij begon daarom met zijn "aanval op Downing Street".
Stirling bezocht het 'Colonial Office' op 28 of 29 juli 1828 en ontmoette er ondersecretaris Robert Hay. Hay vroeg hem zijn ideeën schriftelijk te bezorgen. Stirling richtte daarop een schrijven aan Hay met zijn plan om de kolonie aan minimale kosten te stichten. Hij benadrukte dat de vroege Nederlandse en Franse ontdekkingsreizigers verkeerdelijk hadden gerapporteerd dat het gebied droog en onherbergzaam was. Volgens wat hijzelf had gezien behoorde het gebied tot de meest vruchtbare van de wereld. Het diende onmiddellijk gekoloniseerd te worden om kolonisatie door anderen te voorkomen. Dit kon goedkoop door rijke grondbezitters de arbeid van gevangenen toe te kennen, onder het gezag van de Royal Navy.  De Royal Navy kon er tevens haar in de tropen gestationeerd personeel op kracht laten komen. Stirling bezocht ook de secretaris van de Admiraliteit, John Barrow. Barrow had al eerdere reservaties. Volgens hem zouden de handelsschepen de verraderlijke westkust mijden en de mensen van de Navy liever niet op kracht komen in een gevangenenkolonie. Na de ontmoeting richtte Barrow op 2 augustus echter een schrijven naar het 'Colonial Office', waarin hij er op aandrong om de nederzetting aan de King George Sound naar de Swan te verhuizen. Het schrijven was gericht aan een oude bekende van Stirling, Horace Twiss, die er tweede ondersecretaris was.

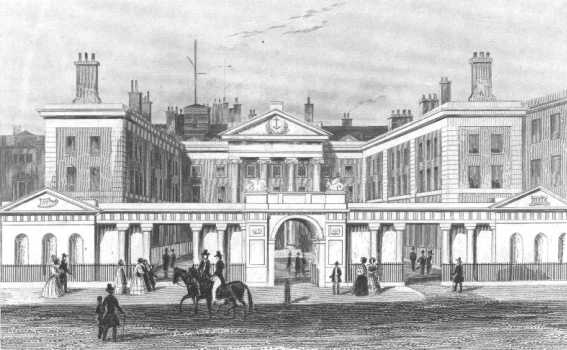
De Admiraliteit te Londen in 1830

In het 'Colonial Office' kwam de kwestie van de nederzetting aan de Swan John Septimus Roe ter ore. Roe had in 1820-22 deel uitgemaakt van Philip Parker Kings verkenningstocht van de noordwestkust. Hij schreef zijn broer dat hij het niet erg zou vinden om deel te nemen aan de kolonisatie van de Australische westkust. Ondertussen was George Murray het hoofd van het 'Colonial Office' geworden. Hij was niet echt opgewassen tegen de taak en delegeerde veel werk naar zijn ondersecretarissen. Stirling had, vermoedelijk van Twiss, vernomen dat het OIC geen intentie had een handelspost aan de Swan op te richten. Stirling leerde majoor Thomas Moody kennen. Moody was een plantage-eigenaar die het 'Colonial Office' lange tijd had geadviseerd over het welzijn van slaven en vrijgelaten slaven. Hij sprak Robert Hay aan over de mogelijke kolonie aan de Swan en bezocht de ondersecretarissen samen met Stirling. Ze richtten vervolgens een schrijven aan de staatssecretaris van oorlog en koloniën met het voorstel de kolonie met privé-kapitaal te stichten. Blijkbaar had Moody Stirling ervan overtuigd dat hij kapitaalkrachtige mensen kon interesseren om in een kolonie aan de Swan te investeren. Moody en Stirling bleken elkaar wel niet helemaal te hebben begrepen. Stirling dacht aan grote landeigendommen in handen van rijke investeerders, zoals in New South Wales, maar Moody aan een drieklassensysteem, met Aziatische halfbloeden die in het noorden, en gevangenen en arme Engelsen die in het zuiden, kleine landbouwkavels zouden bewerken.

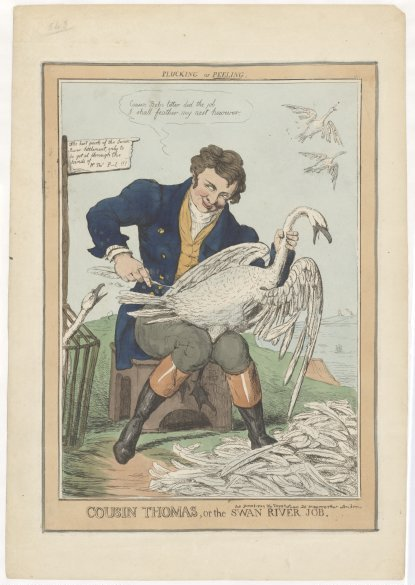
Spotprent Thomas Peel

Gouverneur Darlings stroom verslagen – klagend over de kost van de vele nederzettingen, en met het voorstel de nederzettingen in het noordwesten te ontbinden ten voordele van een nieuwe aan de Swan – hadden de visie binnen het 'Colonial Office' doen evolueren ten voordele van de kolonie aan de Swan. George Murray maakte Stirling echter duidelijk dat hij niet achter een kolonie die volledig in private handen was kon staan, maar dat hij private inbreng wel noodzakelijk vond. Hij zou Stirling er ook op gewezen hebben dat zijn contacten met Moody zijn zaak niet versterkten. Daarop nam Stirling afstand van Moody. In de hoop privaat kapitaal aan te trekken, begon Stirling zijn verslagen – die voorheen slechts door een klein aantal leidende ambtenaren waren ingezien – openbaar te maken. Hij publiceerde een artikel in de Hampshire Telegraph. Dat werd verkort door The Times en de Sun overgenomen. Het 'Colonial Office' werd daaropvolgend met vragen overstelpt. Stirling zocht ook via zijn familierelaties, in clubs en in koffiehuizen naar investeerders. In oktober 1828 zou hij Thomas Peel, die van plan was naar New South Wales te emigreren, hebben ontmoet.
Peel sprak vier kennissen aan, waaronder ene MacQueen, om samen een onderneming op te richten. Ze maakten plannen om het 'Colonial Office' te vragen eigendomsrechten op grond te krijgen in ruil voor het geld dat ze in de kolonie zouden investeerden. Daarvoor zou het Britse Rijk natuurlijk wel eerst het westen van Australië officieel in bezit moeten nemen. Op 5 november 1828 zond Murray een officiële vraag aan de Admiraliteit om een oorlogsschip naar de westkust te zenden om het officieel in bezit te nemen. Op 10 november werd de opdracht gegeven nog een bijkomend schip met soldaten te sturen. Peels groep diende haar voorstel officieel op 14 november in. Ze waren niet de enigen die interesse betoonden. De onderhandelingen tussen Twiss, en Peel en MacQueen leidden niet tot het verhoopte resultaat voor de groep rond Peel. MacQueen haakte af. Hij had gehoopt om bij aankomst als eerste 4 miljoen are (meer dan 15.000 vierkante kilometer) grond te mogen kiezen maar het zou veel minder worden. Ze zouden daarenboven reeds onmiddellijk, nog voor ze het hadden kunnen zien, dienen te bepalen waar ze zich wilden vestigen.
Stirling vreesde ondertussen dat hij tot 'Civil Superintendent' zou worden benoemd en de nieuwe kolonie daardoor onder het gezag van New South Wales zou vallen. Hij argumenteerde daar onder meer tegen dat de kolonies te ver uit elkaar lagen en verschillend van bevolking en karakter gingen zijn vermits de kolonie aan de Swan geen gevangenenkolonie zou worden. Op 30 december 1828 werd Stirling tot luitenant-gouverneur benoemd. Hij kreeg beperkte instructies waar hij het mee zou moeten doen tot hij in 1832 tot gouverneur werd benoemd. Roe was reeds tot landmeter-generaal benoemd, Mark John Currie tot havenmeester, James Drummond tot naturalist van de overheid en Peter Brown tot koloniaal secretaris. Kapitein Frederick Irwin zou het bevel krijgen over 100 soldaten van het 63e regiment. De troepen zouden aan boord van de HMS Sulphur reizen en de andere kolonisten met de Parmelia.

## Voorbereidingen en zeereis
Door de enorme interesse werden de voorwaarden om grondrechten te verkrijgen voor een derde keer verstrengd. Op Thomas Peel na verlieten alle investeerders de groep Peel. Peel vond een stille vennoot in de 'emancipist' Solomon Levey uit New South Wales. Peel kreeg 250.000 are aan de Swan toegewezen onder voorwaarde dat hij voor 1 november 1829 in de kolonie zou arriveren, met minstens 400 kolonisten en £ 50.000 aan kapitaalgoederen. Hij zou tien jaar later nog eens 250.000 are krijgen als hij tegen dan een shilling en sixpence per are had geïnvesteerd.  Een andere grote investeerder was kolonel Peter Augustus Latour. Latour had reeds geïnvesteerd in 'The Van Dieman's Land Company', die in navolging van de 'Australian Agricultural Company' het landbouw- en veeteeltpotentieel van Van Diemensland hoopte te ontwikkelen. Toen Latour onderhandelde over grondrechten in de kolonie aan de Swan was hij nog niet op de hoogte dat het met de onderneming was misgelopen. Stirling hamerde er ondertussen op dat de 100.000 are, die hij eerder had verkregen, als betaling voor de verkenning van de Swan werd aanzien. Bij aankomst vond hij dat hij net als alle andere kolonisten nog recht had op bijkomende grond, in verhouding met zijn geïnvesteerde middelen.

HMS Sulphur

De Parmelia werd in Londen in verwarring geladen. Terwijl Stirling om bijkomende tenten, hulpboten en andere benodigdheden vroeg, eiste de overheid dat er voorraden werden achtergelaten. Slechts de helft van de passagiers en hun vracht was aan boord geraakt. Het schip diende in Portsmouth nog bij te laden waardoor de bemanning de belading niet goed kon inschatten. Onderweg naar Portsmouth liep het schip vast. De eveneens overbemande en overbeladen Sulphur lag te wachten. Het had haar bemanning, een honderdtal soldaten, enkele vrouwen, dienstpersoneel, kinderen, drie jaar voorraad aan geweren, munitie, tenten, vee, kledij, voedsel, muziekinstrumenten alsook tienduizend bakstenen aan boord. De Parmelia die wel wat groter was had enorme voorraden, planten, vee, bagage, bouwmateriaal, boeken en de gezinnen van alle overheidsfunctionarissen en hun dienstpersoneel aan boord. Stirling was in gezelschap van een aantal familieleden waaronder zijn zwangere vrouw. Hij had amper richtlijnen mee gekregen. Stirling wist bijvoorbeeld niet hoe hij met buitenlanders diende om te gaan die op de ankerplaatsen aan de Swan zouden aanmeren. Hij diende zich te baseren op de richtlijnen die gouverneur Darling in 1825 voor New South Wales had ontvangen en die bij zijn schriftelijke aanstelling als luitenant-gouverneur waren toegevoegd.
Op 8 februari 1829, nadat ze door slechte weersomstandigheden nog enkele dagen in Portsmouth waren opgehouden, voeren beide schepen eindelijk uit. Vijf dagen eerder waren de uiteindelijke voorwaarden voor het verkrijgen van grond vastgelegd. Rijke mensen die geen mogelijkheden meer zagen in Engeland, soldaten en officieren die uit hun functies waren ontslagen na het beëindigen van de Napoleonitische Oorlogen, boerenzonen die in Engeland geen grond konden kopen en de armen uit de propvolle armentehuizen wensten te volgen. John Barrow van de Admiraliteit had daarenboven in april 1829 in het invloedrijke maandblad Quarterly Review, gelezen door de middenklasse, de verslagen van Stirling in nog rooskleurigere bewoordingen doen verschijnen. Dit artikel, samen met het nieuws dat Thomas Peel – die familie van de Britse minister van binnenlandse zaken Robert Peel was – een groot stuk grondgebied was toegewezen, bracht in de pers en samenleving de 'Swan Mania' op gang. Rederijen zagen kans om mooie winsten te maken en boden reizen naar de Swan aan. Vele mensen die eigenlijk totaal niet geschikt waren om te pionieren lieten zich toch verleiden. Nog geen maand na de Sulphur en de Parmelia verlieten nog dertien schepen Londen, met de Swan als bestemming. Nadat de eerste vloot ('First Fleet') was uitgevaren keurde het Britse parlement een wet goed die het tijdelijke bestuur van de kolonie mogelijk maakte. De koning ondertekende de wet op 14 mei 1829. De wet was geldig tot 31 december 1834.
Op 16 april 1829 arriveerde de Parmelia voor Kaapstad en tien dagen later de Sulphur. Er werd bijkomende voorraad ingeslagen en briefwisseling verzorgd, en Stirling slaagde erin ingenieur Henry Reveley aan te werven. Stirling was al langer op zoek naar een ingenieur. Hij vernam er het gerucht dat de Fransen een kolonie op de westkust hadden gevestigd, maar ook dat kapitein Fremantle op 20 maart met de HMS Challenger de kaap was uitgevaren met soldaten aan boord, op weg naar de westkust van Australië. De Challenger was in staat een Frans schip te verslaan. Stirling werd zo ongeduldig dat hij niet wilde wachten tot de Sulphur volledig hersteld was en voer reeds met de Parmelia uit. Op 31 mei kreeg hij de West-Australische kust in zicht en wierp 's avonds het anker uit aan de westelijke zijde van Garden Island. De volgende dag probeerde Stirling de Cockburn Sound in te varen maar zware golven en een harde opkomende wind deed de Parmelia nabij Rottnesteiland voor anker gaan. Fremantle die al van 27 april in de Cockburn Sound lag, had de zeilen van de Parmelia opgemerkt en de Union Jack gehesen. De volgende dag, 2 juni, ondernam de Parmelia nogmaals een poging om door de smalle vaargeul de Cockburn Sound in te varen. Door Stirlings ongeduld liep het schip vast. Pas de dag nadien slaagde het erin, met een beschadigde boeg, de Cockburn Sound in te varen.

## De nederzetting aan de Swan

### 1829

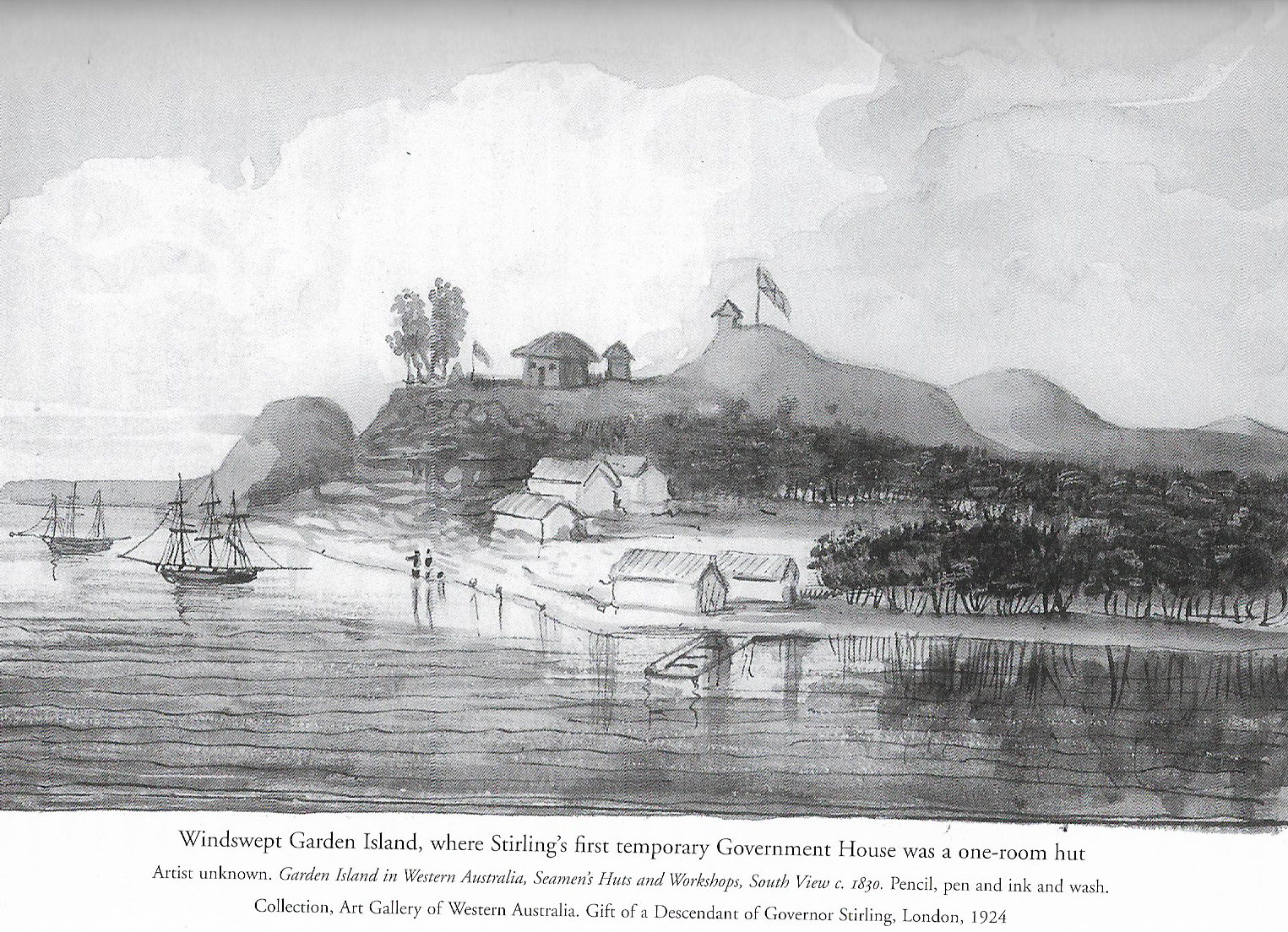
Het tijdelijk onderkomen op Garden Island

Door de beschadiging van de boeg, en in de hoop dat het vee en de planten er nog aanwezig waren die hij er tijdens de verkenning had achter gelaten, besliste Stirling om de Parmelia op Garden Island – en niet op het vasteland – te ontschepen. Helaas bleken het vee en de aanplantingen verdwenen. Op 8 juni begonnen Fremantle en zijn matrozen met het verwijderen van begroeiing en het bouwen van onderdak. Op 9 juni werden de voorraden en het vee ontscheept en twee dagen later de vrouwen en kinderen. Door slecht weer kon de Sulphur het vasteland pas op 17 juni naderen. De manschappen werden ontscheept en kapitein Irwin las de Stirlings 'Proclamatie' voor. Een dag later werd de 'Proclamatie' nogmaals voorgelezen op Garden Island, in het bijzijn van Stirling. Stirling liet dit doen om zijn gezag te legitimeren en om duidelijk te maken welk gedrag er van de kolonisten werd verwacht. Onder meer geweld tegen, diefstal van en het bedriegen van de inheemse bevolking zou worden bestraft alsof men het tegen de eigen onderdanen pleegde. Hij vroeg een militie op te richten om de gewone troepen te helpen. Eenieder die zich in de kolonie wilde vestigen diende dit onmiddellijk aan te vragen bij koloniaal secretaris Brown. De aanvraag voor het verlaten van de kolonie diende minstens een week op voorhand te worden ingediend. Stirling gebruikte in de 'Proclamatie' reeds de naam Perth. Volgens Fremantle gebruikte hij die naam op vraag van George Murray.
Fremantles soldaten werden door Irwins soldaten van het 63e regiment afgelost. Fremantle had een versterking op 'Arthur's Head' gebouwd. Hij deed dit om vreemde schepen af te schrikken en om waardevolle voorwerpen te beschermen tegen de inheemse bevolking. De relaties met de inheemsen waren vriendschappelijk maar ze stalen wel veel. Het lage aantal soldaten tot dan toe had slechts een kleine impact op het leven van de inheemse bevolking gehad. De aankomst van de kolonisten zou daarin verandering brengen. In Londen bleef het 'Colonial Office' ondertussen bedolven worden onder vragen om informatie, benoemingen en aanbevelingsbrieven. Ondersecretaris Hay schreef Stirling met de vraag om tekeningen en specimen van de plaatselijke flora en fauna voor de Zoological Society te verzamelen.
De resultaten van de eerste verkenningstochten landinwaarts van de Swan ontgoochelden Stirling. Alexander Collie, de hulparts van het 63e regiment, nam deel aan de meeste van de eerste verkenningstochten. Hij schreef zijn broer op 14 juli dat slechts een klein aantal locaties een geschikte bodem voor het kweken van graan of groenten had, maar dat nog een groot deel van de kustvlakte en het gebergte verder landinwaarts niet verkend was. Kapitein Fremantle verkende de rivier de Canning terwijl zijn manschappen de Parmelia hielpen herstellen. De ligging van de rivier bleek niet correct op Stirlings kaarten – die op de verkenning door Peter Belches in 1827 waren gebaseerd.

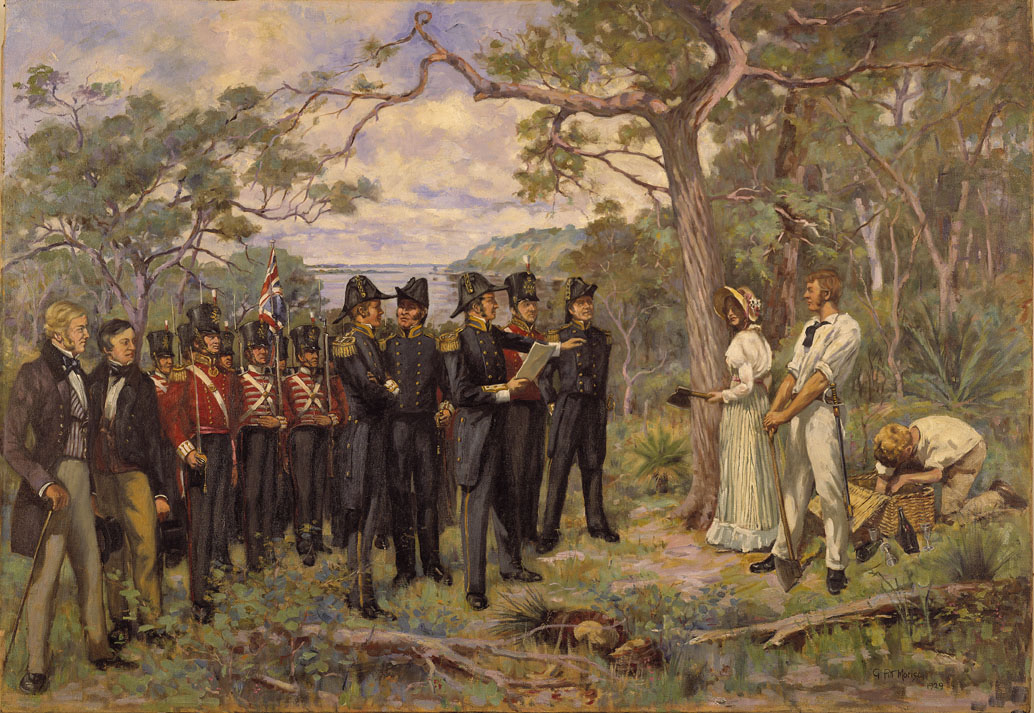
De stichting van Perth in 1829 geschilderd voor het eeuwfeest door George Pitt Morison in 1929

Stirling begon zijn zoektocht naar een geschikte locatie voor de hoofdplaats van de nieuwe kolonie. Zijn voorkeur ging naar een locatie langs de Swan in het binnenland, boven een locatie aan de kust nabij de Cockburn Sound. George Murray had een voorkeur voor 'Point Heathcote' aan de samenvloeiing van de Swan en de Canning te kennen gegeven, maar Stirling voelde meer voor de omgeving van Mount Eliza. Op 12 augustus 1829 vond de eerstesteenlegging van de stad Perth plaats. Eigenlijk werd geen steen gelegd maar hakte Helena Dance een boom om. Ze was de enige vrouw in het gezelschap die noch zwanger was, noch kinderen onder de rokken had. In Londen apprecieerden velen de naam Perth niet. Het was – na onder meer Melville Water en Cockburn Sound – een zoveelste Schotse naam, waardoor de nieuwe kolonie een Schotse aangelegenheid leek.
Stirling schreef op 7 september 1829 in een brief aan zijn broer Walter dat hij een havenstad op de zuidelijke oever van de monding van de Swan zou bouwen, deze Fremantle ging noemen en de hoofdstad op de noordelijk oever van de Swan in het binnenland Perth heette. In de brief stond verder dat nog drie handelsschepen waren gearriveerd, de Calista, Anglesea en de St Leonard en reeds 200 private kolonisten waren ontscheept. De kolonie telde 35 paarden, 17 koeien, 3 stieren, 25 ossen, 10 kalveren, 200 schapen, 10 varkens, een grote hoeveelheid pluimvee en enkele moestuinen met aardappelen, erwten, radijzen, salade, druiven, vijgen, granaatappelen en kweeperen. Slechts één olijfboom en één vlasstruik overleefden de overtocht. De nieuw aangekomen kolonisten kampeerden allemaal op het strand, in tenten, slecht beschermd tegen regen, wind en zand. Het zou nog maanden duren eer alles in gereedheid was gebracht om de eerste gronden toe te kennen. Een storm op 3 september wierp de Marquis of Angelsea op de kust, beschadigde de Calista, rukte tenten los en blies voorraden het water in. Stirling zond de Parmelia op 22 september naar Java, om bijkomende voorraden in te slaan. In een brief aan Twiss schreef Stirling echter dat de vooruitgang succesvol was. Hij maakte voor het eerst melding van een incident met de inheemse bevolking. Een soldaat die zijn groep uit het oog was verloren en een week had rondgedwaald, ontmoette verscheidene groepen Aborigines en was een keer met een speer aangevallen, waarop hij een aanvaller had neergeschoten. Stirling gaf in de brief aan Twiss ook toe dat de Cockburn Sound niet zo makkelijk toegankelijk en de kwaliteit van de grond in het binnenland minder goed was dan hij eerder had geloofd.

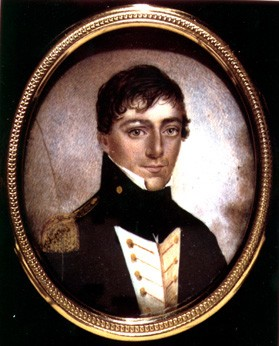
John Septimus Roe in 1924

Landmeter-generaal John Septimus Roe was ondertussen met het opmeten en verdelen van het grondgebied begonnen. Het werd opgedeeld in 'counties', 'hundreds', 'townships' en 'sections'. De 'sections' waren ongeveer 2,5 km² groot (1 vierkante mijl of 640 are). Een 'township' bestond uit 25 'sections' en vier 'townships' vormden een 'hundred'. Een 'county' bestond uit 16 'hundreds'. Secties kregen een nummer en de andere opdelingen een naam. Alle toegewezen gronden zouden uit volledige 'sections' bestaan. Van een toegewezen grond mocht slechts een kwart van de buitenste grens aan een rivier grenzen. De 'township' Perth zou een oppervlakte van bijna 8 km² (3 mi²) beslaan. Fremantle zou zo vlug mogelijk worden opgemeten.
Vervolgens werd de werkwijze waarop kolonisten grond konden aanvragen opgesteld. Ze dienden in het kantoor van de koloniaal secretaris eerst een formulier 'Mode of Proceeding' in te vullen met de waarde en beschrijving van hun kapitaalgoederen, en de namen en leeftijden van hun dienstpersoneel. De formulieren zouden door de 'Board of Audit' worden nagekeken. De erop aangegeven kapitaalgoederen zouden worden beoordeeld op hun nuttigheid om het grondgebied in cultuur te brengen. Voor elke 3 geïnvesteerde ponden konden de kolonisten 40 are grond toegekend krijgen. De aanvraag werd door de luitenant-gouverneur aanvaard of afgewezen. Vervolgens zouden de aanvragers grond mogen kiezen. De landmeter-generaal zou dan uitmaken of er nog geen eerdere aanspraken op de grond waren en de grond toekennen onder een van twee mogelijke bedingen. Onder het beding 'Permanent Liabilities' diende men te betalen voor 'County Services' zoals de aanleg van wegen of verbeteringswerken voor de scheepvaart. Onder het beding 'Temporary Liabilities' verkreeg men enkel het gebruik en niet de eigendom van de grond; de grond noch de kapitaalgoederen die recht op de grond gaven mochten worden verkocht vooraleer aan de grond voldoende verbeteringen waren aangebracht om volle eigendom te verkrijgen. Tegen 5 september had Roe met slechts twee helpers de 'townships' Perth en Fremantle opgemeten, de straten uitgestippeld en de publieke plaatsen en private kavels uitgetekend. Vervolgens begon hij met de toekenning van de landelijke kavels langs de bovenloop van de Swan.
Op 10 september ondertekende Stirling zijn eerste officiële verslag voor het 'Colonial Office', geadresseerd aan George Murray. Hij schreef dat er bij het militair en overheidspersoneel steeds een positieve sfeer had geheerst. Bij de private kolonisten, door het slechte weer na aankomst en doordat ze de harde omstandigheden niet gewoon waren, was de sfeer minder goed. Pas toen de weersomstandigheden veranderden, verbeterde ook bij hen de sfeer. Stirling voegde een 'Journal of Events', de 'Proclamatie' en de regelgeving voor het toekennen van grond toe. Tegen 29 september 1829 was bijna alle grond grenzend aan de bovenloop van de Swan toegekend, doch slechts aan zeventien kolonisten. Niet alle kavels werden toegekend volgens de geldende regels. Kapitein Fremantle en kapitein Dance kregen grond als betaling voor geleverde diensten – omdat Stirling niet in staat was hen te betalen – en niet volgens de geïnvesteerde middelen zoals voorzien. Ze dienden wel te voldoen aan de regel om verbeteringen aan te brengen – of te laten aanbrengen – aan de aan hen toegekende grond. Misschien ging Stirling ervan uit dat veel gronden om die reden op een later tijdstip terug zouden vrijkomen en door latere kolonisten konden worden ingenomen. Tegen eind september werd duidelijk dat er niet genoeg grond was voor alle arriverende kolonisten. De zuidelijke oever van de benedenrivier tot aan de Canning was nog steeds voor Thomas Peel gereserveerd. De kavels die de eerste kolonisten werden toegekend waren dikwijls groter dan voorzien omdat soms ook wapens, munitie en voorraden als kapitaalgoederen werden meegeteld. Volgens Irwin was een gevolg van deze manier van werken dat veel kolonisten al hun liquide middelen in kapitaalgoederen omzetten om zoveel mogelijk grond te krijgen. Daardoor ontstond in de kolonie een tekort aan liquide middelen. De kolonisten hadden bijgevolg geen middelen over om hun grond in cultuur te brengen, verbeteringen uit te voeren. Stirling besloot daarop de grootte van de gronden tot 1.000 are te beperken.
In oktober 1829 arriveerden nog eens tien schepen. Stirling verdronk in het werk. Hij diende grondeisen goed te keuren, als rechter op te treden bij onmin want er was nog geen wetgeving, aanbevelingsbrieven van nieuwe kolonisten door te nemen, papierwerk van de verschillende departementen te ondertekenen, grondgebied te vinden voor nieuw aangekomen kolonisten, en openbare werken – waaronder watervoorzieningen, wegen en publieke gebouwen – goed te keuren. Reveley de ingenieur klaagde dat de soldaten niet meewerkten. Stirling vroeg Irwin het toezicht en de discipline te verhogen. Gelukkig bevond zich tussen de eerste kolonisten iemand met ervaring in de bouw, Henry Trigg. Trigg werd op 14 oktober een contract toegekend om de eerste publieke gebouwen te zetten. Stirling moet opgelucht zijn geweest toen Thomas Peel op 1 november 1829 nog niet was gearriveerd. Hierdoor verviel zijn recht op de grond op de zuidelijke oever van de benedenloop van de Swan tot aan de samenvloeiing met de Canning. Doch dit was maar een druppel op een hete plaat. Er heerste grondtekort voor de recentst gearriveerde kolonisten.
Alexander Collie had tijdens een verkenningstocht in september 1829 ten zuiden van de Cockburn Sound de rivier de Murray ontdekt. Toen Peel uiteindelijk op 15 december 1829 in de kolonie arriveerde werd hem daar grond toegekend. Dit viel bij een woedende Peel niet in goede aarde. Hij gaf de kapitein van het schip de Gilmore waarmee hij de reis had gemaakt de schuld voor de vertraging. Hij eiste terug naar Londen te worden gevaren. Kapitein Geary weigerde en Peel daagde hem uit tot een duel. Duels waren in die tijd in Engeland reeds verboden dus Stirling stak er een stokje voor want hij wenste niet dat de kolonie in een slecht daglicht zou komen te staan. Hij beloofde Peel persoonlijk mee te gaan naar het aan hem toegekende gebied langs de rivier de Murray. Het grensde aan de Cockburn Sound en Mangels Bay. Peel accepteerde, waarna het plaatsje Clarence er werd gesticht. Binnen het jaar zouden een veertigtal van de 495 kolonisten, die met Peel aan boord van de Gilmore, de Hooghly en de Rockingham van Engeland naar de kolonie aan de Swan waren meegereisd, sterven aan dysenterie, scheurbuik en andere ziekten. Ook stierven zes vrouwen uit de groep tijdens het bevallen.
Om de orde te bewaren benoemde Stirling politieagenten. De agenten dienden 'Justices of Peace' – geselecteerd uit de kolonisten met "het beste karakter" – bij te staan. Later zou hij ook verschillende Aborigines tot politieagent benoemen. Hij benoemde William Henry Mackie tot zijn belangrijkste rechtsdienaar en adviseur. Mackie was aangetrouwde familie van kapitein Irwin en bezat samen met Irwin een kavel grond. De 'Justices of Peace' behandelden voornamelijk onenigheden over contractbreuk tussen kolonisten en hun dienstpersoneel, en kleine criminaliteit veroorzaakt door dronkenschap. Eind 1829 werd ook een kerkje gebouwd. Er werden regelmatig misvieringen gehouden, door aartsdiaken Thomas Hobbes Scott die aan boord van de Succes vanuit Sydney naar Londen onderweg was. De Succes was echter op een rots gevaren en voor herstellingen naar Garden Island gebracht. De relatie met de inheemse bevolking was het eerste half jaar nog steeds vriendschappelijk. Sommige vroege kolonisten zoals de botanicus James Drummond en dokter Alexander Collie hadden innige vriendschappen met Aborigines gesloten. De Aborigines geloofden dat de witten hun eigen teruggekeerde doden waren. De Aborigines brachten wild- en visvangsten naar de bevriende families en leerden hun kinderen jagen. Andere kolonisten echter wezen vriendschappelijke relaties met de inheemse bevolking af en vergeleken hen met de Amerikaanse inheemse bevolking. Tegen eind 1829 leefden 699 Europeanen in de omgeving van de Swan tegenover een geschatte 420 Aborigines. Volgens Stathem-Drew kon Stirling niet veel doen om een botsing van de culturen te vermijden.

### 1830
Op 20 januari 1830 schreef Stirling weer een officieel verslag voor George Murray van het 'Colonial Office'. Hij lijstte de toestand na zes maanden op: er  waren 25 schepen aangekomen, er woonden 850 kolonisten, er waren 440 mensen aanwezig die geen kolonist waren zoals scheepsbemanningen, er was voor £ 41.550 land toegekend – goed voor meer dan 2.100 km² -, en men bezat 204 runderen, 57 paarden, 1.096 schapen en 106 varkens. Stirling weet de geruchten over de ongeschiktheid van de bodem voor de landbouw aan de kolonisten die lang op de stranden waren opgehouden en aan het droge zomerseizoen. Hij hoopte dat met het veranderende seizoen de ontwikkeling van de landbouw kon aanvangen. Er was ook weinig tijd geweest om zich daar reeds mee bezig te houden. De omgeving diende verkend, huizen gebouwd en goederen van de kust naar de toegekende kavels te worden vervoerd. Stirling voorspelde dat de schapenteelt en walvisvangst het goed zou doen maar dat graan beter kon worden ingevoerd. Hij vroeg om voorlopig minder kolonisten te sturen en stelde voor om af te stappen van het toekennen van grond op voorwaarde van het aanbrengen van verbeteringen en over te schakelen op het Amerikaanse systeem waarbij gronden werden gekocht. Stirling schreef ook dat de vaargeul die de toegang tot de Cockburn Sound vormde ondertussen door bakens werd afgebakend en dat er voor loodsen en loodsboten was gezorgd.

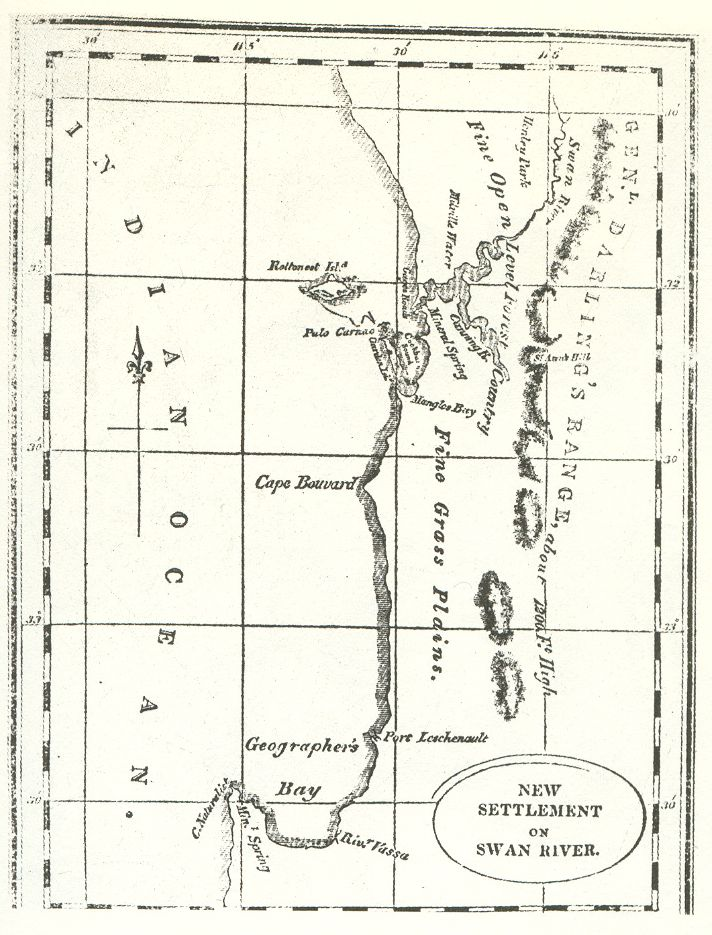
Kaart van de kolonie aan de Swan uit begin jaren 1830

Stirling schreef een meer open en eerlijke brief naar ondersecretaris Twiss van het 'Colonial Office'. Daarin stelde hij dat de overheid voor de keuze stond de nederzetting tot een kroonkolonie te maken of ze uit handen te geven. De kolonie had volgens hem nood aan een gouverneur met aanstelling en instructies, wetgeving, een bureaucratie, voldoende hoge salarissen voor het overheidspersoneel opdat het betrouwbare mensen zou aantrekken, en belastinginkomsten die zolang ze de kosten niet dekten door de Britse staatskas zouden worden aangevuld. Hij klaagde over al de kosten bij zijn overheidstaken die hij zelf betaalde, en over het feit dat hij geen tijd had om zijn eigen zaken te regelen. Ook over de kwaliteiten van een groot deel van de kolonisten beklaagde Stirling zich.
In een brief aan de staatssecretaris vroeg Stirling of het mogelijk was de soldaten uit New South Wales van de militaire post aan de King George Sound te ontslaan van hun taak, kapitein Irwins soldaten daar te stationeren en het gezag over de militaire post en het gebied aan de kolonie aan de rivier de Swan over te laten. Hierdoor zou waardevolle grond voor de kolonisten beschikbaar worden. Stirling schreef ook dat volgens kapitein Colpoy van de HMS Cruizer de Cocoseilanden een geschikte haven herbergde. Hij vroeg of de eilanden al opgeëist waren en indien niet of ze – vanwege hun mogelijke belang in de handel of toekomstige oorlogen – onder het gezag van de kolonie aan de rivier de Swan konden worden geplaatst. Stirling vroeg ook bijkomend muntgeld voor de kolonie. Het zou een jaar duren vooraleer hij antwoord op zijn vragen kreeg. Reeds na zes maanden kwam hem echter ter ore dat in Londen geruchten over de mislukking van de kolonie de ronde deden. Vermoedelijk waren die door zeelui die slechts Fremantle en niet Perth hadden bezocht in omloop gebracht. Ze begrepen niet dat de haven en de stad niet een en dezelfde plaats waren omdat dat vrij ongezien was. De Engelse kranten namen de negatieve berichtgeving maar wat graag over wat het einde van de 'Swan Mania' betekende. De aanvragen bij het 'Colonial Office' verminderden en schepen stelden hun vertrek uit. Dat laatste vond Stirling minder erg.
Tussen 1 januari en eind maart 1830 waren 22 schepen in de kolonie gearriveerd, 9 grote passagiersschepen uit Londen, 2 uit Mumbai en vele kleinere schepen uit de oostelijke kolonies. Stirling kon niet anders dan hen vertellen dat de grond rondom de Swan reeds was toegekend en dat ze konden proberen naar het zuiden te trekken waar vermoedelijk geschiktere grond voor handen was. Stirling huurde de schoener Eagle en trok samen met zijn vrouw Ellen, landmeter-generaal Roe, luitenant Preston, dokter Collie, luitenant Willis, de bemanning van de Sulphur en een groep soldaten van het 63e regiment naar Geographe Bay om er de streek te verkennen en voor de kolonisten te openen. Dr. Collie en Preston hadden er eerder de rivieren Collie en Preston ontdekt en die wilde Stirling verder verkennen.
Stirling liet zijn magistraten een arbeidsreglement opstellen. Toen het op 26 maart 1830 werd gepubliceerd, verschilde het van de versie van de magistraten. Die hadden enkel gepekeld vlees en brood voorzien maar Stirling had groenten, vis en vers vlees aan de rantsoenen toegevoegd. De magistraten hadden rum voor de mannen en thee met suiker voor de vrouwen voorzien maar Stirling gaf ze beiden recht op beide. 's Zomers was er een achturige en 's winters een negenurige werkdag ingesteld. Daar ging Stirling mee akkoord – doch hij weigerde toe te staan dat personeel als straf thee of rum kon worden onthouden. Hij weigerde ook toe te staan dat het personeel niet zonder toestemming haar plaats van tewerkstelling mocht verlaten.
De relatie met de inheemse bevolking was nog steeds goed al waren er wel af en toe wat problemen. De manier om wild door middel van vuur op te jagen, had in Perth al eens brand doen ontstaan. De kolonisten hadden veel wild verjaagt of geschoten en dus joeg de inheemse bevolking soms op het vee. Kapitein Irwin was er met soldaten op uitgestuurd om dit tegen te gaan. Irwin deed enkel aan afschrikking en was net als Stirling voorstander om harmonieus te proberen samenleven. Toen twee vluchtende Aborigines toch gewond raakten, werden ze naar het provisoir ziekenhuis gebracht – recht tegenover het 'Gouvernment House' waar Stirling gratis ziekenzorg voorzag.

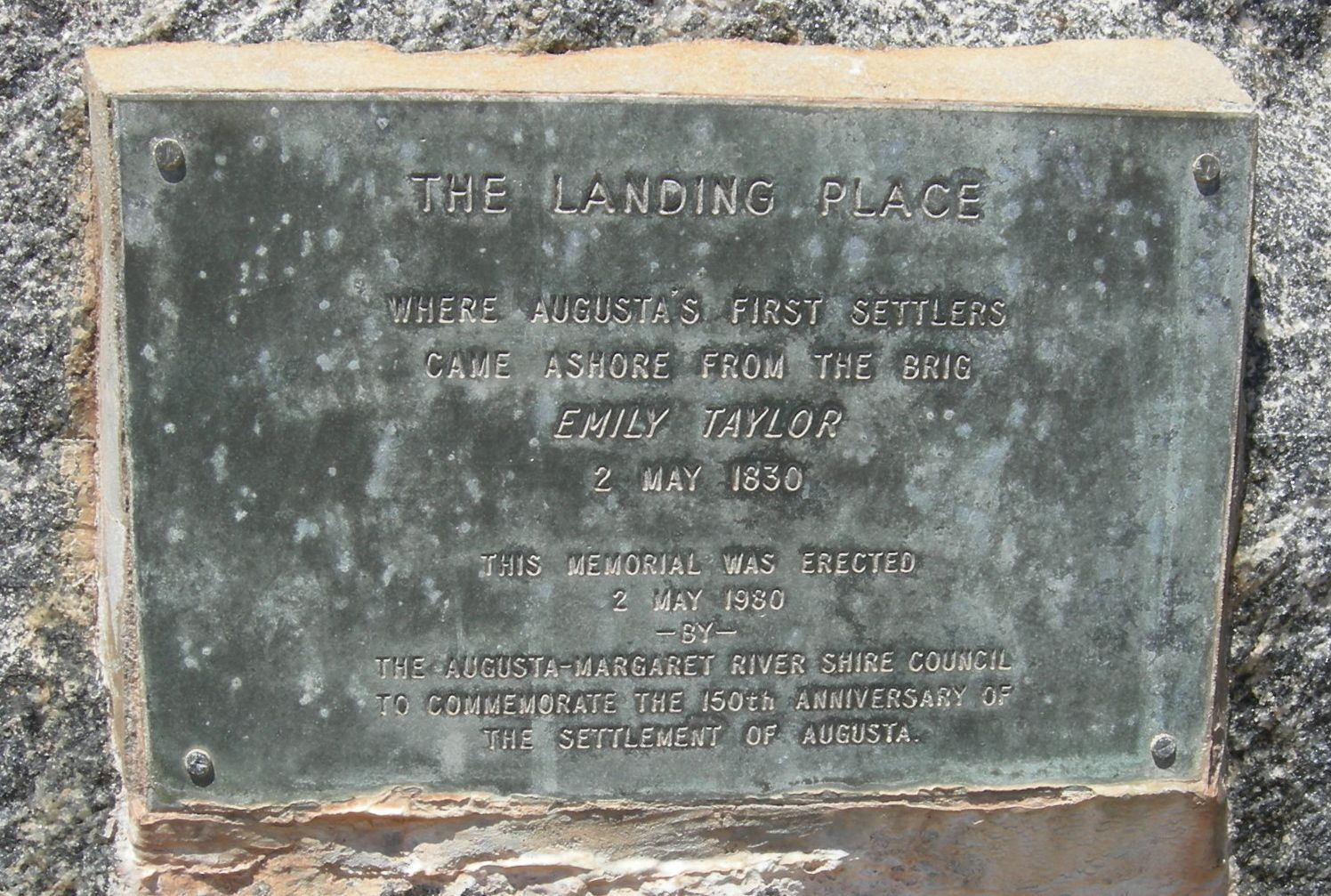
Gedenkteken stichting Augusta

Begin mei vertrok Stirling met drie kolonisten, kapitein John Molloy, James Turner en John Bussell, en hun families en dienstpersoneel, aan boord van de Emily Taylor, naar de streek tussen kaap Naturaliste en kaap Leeuwin. Stirling schreef dit als een ontdekkingsreis in, zodat de kosten op de overheid konden worden verhaald. De kolonisten die hadden gehoopt zich aan de Swan te vestigen en konden de huur van de boot anders niet betalen. Ze arriveerden in de Flinders Bay en gingen aan land nabij de monding van de rivier de Blackwood. Men was tevreden met de omgeving en stichtte er Augusta. Niettegenstaande Turner de belangrijkste investeerder was, stelde Stirling Molloy – een veteraan van de slag bij Waterloo – als 'Government Resident' aan. Vervolgens keerde Stirling naar Fremantle terug. Hij liet een groep soldaten en de bemanning van de Sulphur achter om de families Augusta te helpen ontwikkelen.
Terug in de kolonie aan de rivier de Swan werd Stirling eerst met een incident met de inheemse bevolking geconfronteerd. Vervolgens vond een tweede incident plaats in Clarence. Thomas Peels derde schip, de Rockingham, was gearriveerd maar zwaar weer had bijna tot een ramp geleid. Peel had de kapitein van het schip, kapitein Halliburton, tot een duel uitgedaagd en was aan de arm gewond geraakt. Peel trok zich terug op Garden Island en wilde niets meer met zijn kolonisten te maken hebben. Stirling zond dokter Collie om de situatie in Clarence te onderzoeken. Diens verslag op 25 juli 1830 bracht geen goed nieuws. Maar vermits Peel zich teruggetrokken en de overeenkomst met zijn mensen verbroken had, kon Stirling ingrijpen. Voor de ambachtslui vond hij onmiddellijk plaats in Perth maar voor de families die van plan waren te grond te verbouwen ging dat moeilijker. Gezien ze zelf geen financiële middelen hadden om grond te verwerven, liet hij een van de overheidskavels in Guildford verkavelen. Daar konden zich twintig families vestigen.
Een andere groep ontevreden kolonisten waren die uit de oostelijke kolonies. Ze vergeleken de plaatsen waar ze waren vertrokken met de kolonie aan de rivier de Swan en wensten terug te keren. Om de terugkeer te financieren dienden ze hun eigendommen te verkopen. Dit kwam de kolonisten aan de Swan eigenlijk goed uit want zo vergrootte hun veestapel. Doch het betekende een financiële aderlating en bracht negatieve publiciteit in de oostelijke kolonies met zich mee. Met de winter op komst verwittigde Stirling alle schepen die bij Gage's Road voor anker lagen voor mogelijke stormen. Hij raadde hen aan beschutting in de Cockburn Sound te zoeken. De raad werd in de wind geslagen. Drie schepen werden losgerukt en liepen op de kust vast. In juli overstroomde de Swan. Vele kolonisten hadden dicht bij het water gebouwd omdat de rivier de belangrijkste transportader vormde. Ze dienden hun onderkomens terug op te bouwen en/of hun grond opnieuw in te zaaien. Stirling bezocht de getroffenen samen met zijn vrouw. Hij verzocht Irwin en zijn resterende soldaten daar waar mogelijk hulp te bieden. Stirling hielp de weduwen van verdronken mannen door te bemiddelen bij de verkoop van hun gronden. Op die manier konden de vrouwen met hun kinderen de terugreis betalen. Desnoods betaalde hij de overtocht met overheidsmiddelen.
'Ensign' Robert Dale van het 63e regiment was in augustus 1830 de eerste Europeaan die de Darling Scarp overtrok. Hij keerde terug met nieuws over een vruchtbare riviervallei. Er was nog steeds nood aan grond voor kolonisten en Stirling besliste om de vallei samen met dokter Collie te verkennen. Hij gaf de rivier de Avon haar naam. De rivier was eigenlijk een verlenging van de Swan maar dat was toen nog niet geweten. Tijdens die verkenningstocht duidde Stirling de locatie aan voor een nog te stichten nederzetting en noemde ze York.
In oktober leken graan en groenten het goed te doen. Kapitein Irwins net afgewerkte huis werd echter door een bosbrand vernield. Met het veranderende seizoen nam de kans op overstromingen af maar die op bosbranden toe. De graanoogst viel in hoeveelheid uiteindelijk tegen maar in kwaliteit mee. Groenten en vlees kwamen net op tijd want sinds juli was scheurbuik weer komen opzetten. Stirling had in juli zelfs een schip naar Van Diemensland gestuurd om voedsel te kopen. Hij betaalde met schatkistcertificaten. Er heerste nog steeds een tekort aan muntgeld. Daardoor waren er amper wegen. Er was slechts een pad van Fremantle naar Perth aangelegd, gefinancierd door openbare inschrijvingen. Kapitein Bannister verkende een traject tussen de kolonie aan de rivier de Swan en die aan de King George Sound. Op 30 oktober 1830 arriveerde George Fletcher Moore aan boord van de Cleopatra in Fremantle. Hij slaagde er nog in grond te verkrijgen langs de Swan, door de helft van de in oktober 1829 aan William Lamb aangewezen grond te aanvaarden. Hij diende wel ook aan de andere helft van het meer dan 30 km² grote kavel verbeteringen aan te brengen. Lamb was liever handelaar in Fremantle dan landeigenaar in Perth. In december 1830 bezocht Stirling Augusta. De kolonisten hadden er voedsel van een bezoekend schip moeten aankopen maar ondertussen hadden ze een eigen oogst in het vooruitzicht. Voedseltekorten leken niet meer acuut en Stirling kon met een gerust hart terugkeren. Het jaar 1830 was een jaar geweest waarin vooral veel gebouwd was. Stirling dacht dat de moeilijkste tijd nu wel achter de rug was en schreef Murray dat de kolonie zou overleven.

### 1831

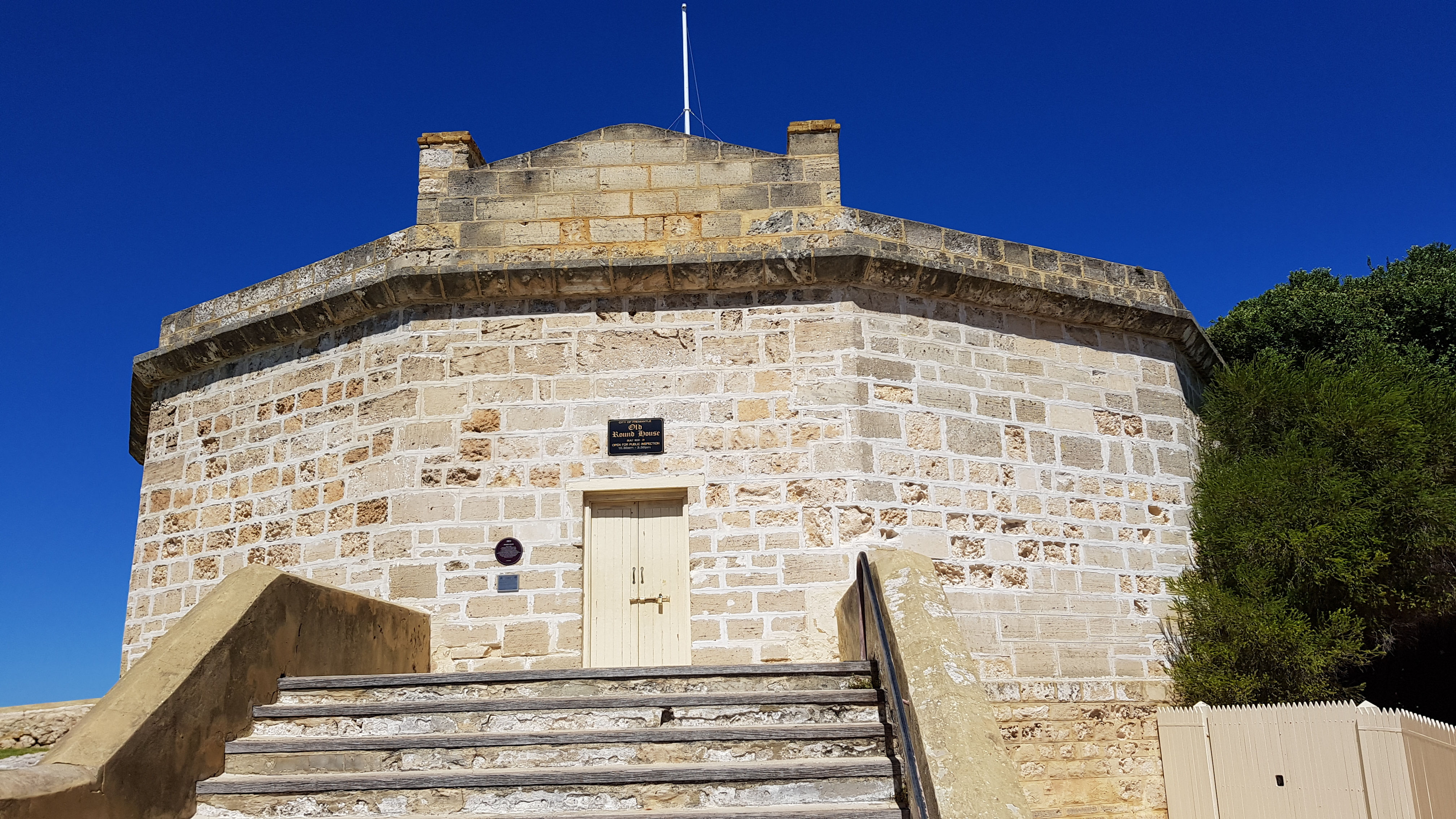
Round House te Fremantle

Begin januari 1831 was het rustig en kwamen maar weinig schepen in de kolonie toe. Op 18 januari werd het door Reveley ontworpen Round House in Fremantle geopend. Het diende als gevangenis. Tegen het einde van de maand arriveerden de Kate uit kaap de Goede Hoop, de Edward Loombe uit Timor en de Isabella. De Edward Loombe had de laatste voorziene ambtenaar voor de kolonie aan boord, koloniaal kapelaan John Burdett Wittenoom. Begin februari arriveerden de Nerus uit Sydney en de Drummore uit Londen. De Drummore had William Tanner aan boord, met een aanzienlijk kapitaal, zijn familie en dertig dienaren. Het schip had ook briefwisseling voor Stirling mee met het nieuws van de dood van zijn moeder – en van koning George IV die door Willem IV werd opgevolgd. Op 11 februari 1831 verscheen de eerste editie van de Western Australian Chronicle and Perth Gazette. De 'Agricultural Society', een eerste belangrijke drukkingsgroep, werd dat jaar opgericht.
Op 7 maart 1831 werd de militaire post aan de King George Sound officieel van New South Wales naar de kolonie aan de Swan overgeheveld. Kapitein Bannister die het gebied tussen de nederzetting aan de Swan en deze aan de King George Sound had verkend, berichtte dat hij aanzienlijke gebieden vruchtbare grond had ontdekt op 40 à 50 kilometer afstand van de King George Sound. Stirling schreef in een officieel verslag op 31 maart dat er serieuze vooruitgang was geboekt in de landbouw en kleinhandel maar dat hij hoopte op investeringen in de walvissenjacht om de handelsbalans in evenwicht te brengen. Hij vermeldde dat Fremantle 400 inwoners en een honderdtal huizen telde, sommigen uit steen en met twee verdiepingen. Perth was nog kleiner. Guildford en Augusta telden beide een honderdtal inwoners. De nederzetting aan de King George Sound was nog kleiner maar had een grotere toekomst. Dokter Alexander Collie werd er in april als de 'Government Resident' aangesteld.

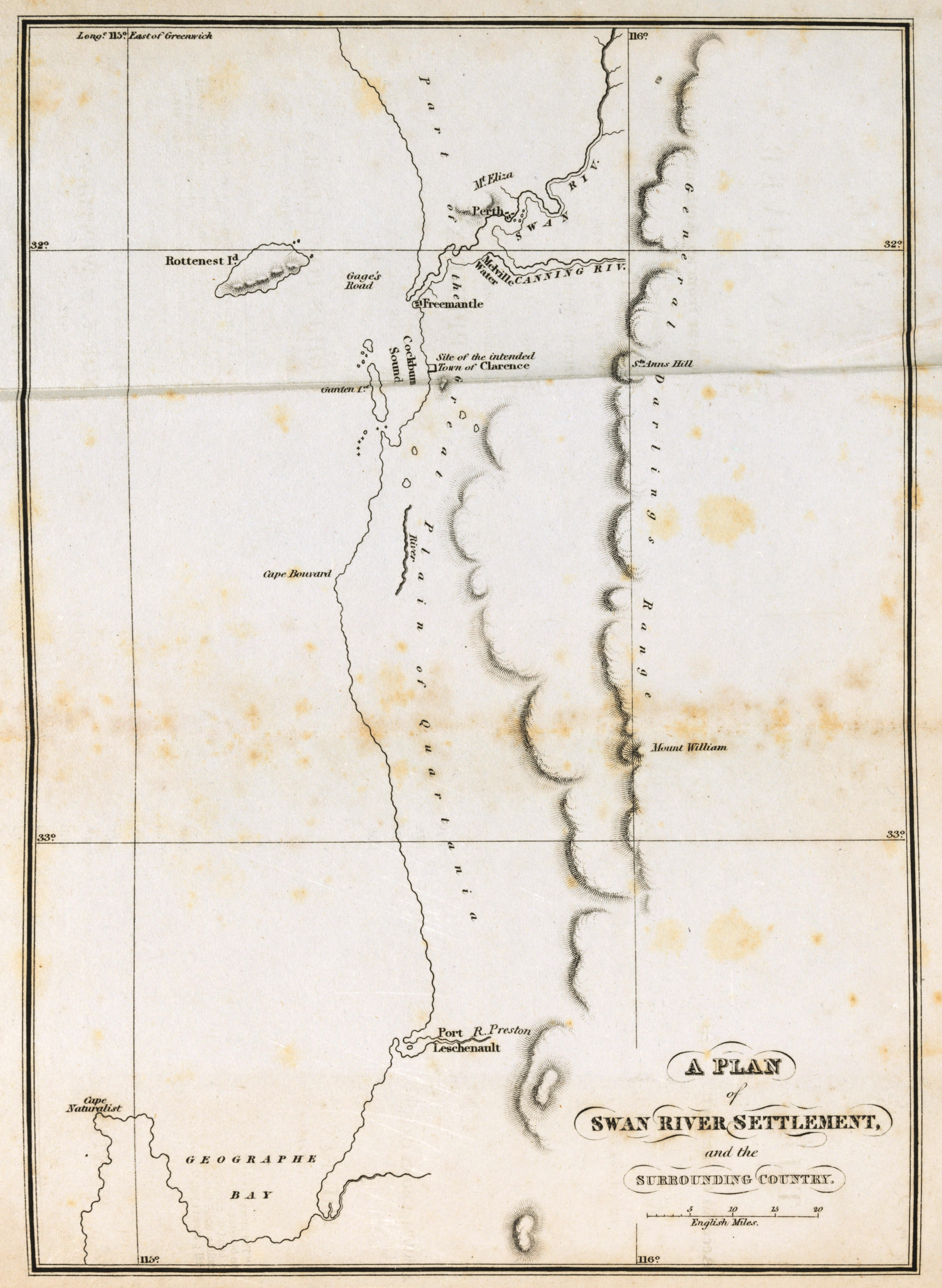
Kaart uit 1831 van de kolonie aan de rivier de Swan en haar omgeving

Eind april arriveerde kapitein James Mangles, Ellens neef en Stirlings vriend, aan boord van de Atwick in de kolonie. Hij wilde er zowel de inheemse flora als de handelsmogelijkheden bestuderen. Stirling had nog steeds geen duidelijke richtlijnen of wetgeving ontvangen. De kolonie en zijn aanstelling als gouverneur waren nog steeds niet officieel door de kroon erkend. In een officieel verslag begin juni ijverde Stirling hier nogmaals voor. Volgens hem hield dit gebrek een snellere vooruitgang tegen. Ondertussen was Lord Goderich het nieuwe hoofd van het 'Colonial Office' geworden. In mei 1831 plantte botanicus Drummond wijnstokken en olijfbomen in de openbare tuin – van stekken die James Mangels had meegebracht.
Op 3 augustus 1831 doodde de Aborigines Yagan Enion Entwhistle nabij Point Walter. Yagan was een geëerd krijger en ceremoniemeester die reeds vele Aborigines van andere groepen had gedood. Volgens George Fletcher Moore waren de Aborigines van de kolonie aan de rivier de Swan de kolonisten minder goed gezind dan deze van de nederzetting aan de King George Sound. De Aborigines die rond de rivier de Murray leefden waren volgens Irwin het gewelddadigst en de kolonisten het minst goed gezind.
Begin september leidde Stirling een expeditie van een twintigtal kolonisten over de Darling Range, om ze in de vallei van de Avon te vestigen. Het hele jaar door stak Stirling veel tijd in het herverdelen van de nog niet in cultuur gebrachte en dus vrijgekomen gronden langs de bovenrivier van de Swan. Kapitein Fremantles kavel werd aan William Tanner, kapitein Dances aan marshall McDermott en kolonel Latours aan J.W. Wright toegekend. Er was echter nog steeds meer vraag naar grond dan er grond beschikbaar was, wat tot ontevredenheid leidde. Stirling werd ervan beschuldigd partijdige beslissingen te nemen en militairen, matrozen en ambtenaren voorrang te geven. Dit klopte want het 'Colonial Office' had Stirling namelijk opgedragen de militairen, matrozen en ambtenaren grond toe te wijzen in plaats van een uitkering uit de schatkist. Van april tot november deden slechts zeven schepen de kolonie aan de rivier de Swan aan, meestal kleinere uit omliggende kolonies. Er was dus weinig nieuws uit Londen. Het voedselprobleem begon ook terug zijn kop op te steken. Zowel bij de kolonisten als bij de Aborigines die daardoor op het vee van de kolonisten jaagden.
Stirling bezocht de nederzetting aan de King George Sound in november. Hij zond de Sulphur verder door naar Van Diemensland om er nogmaals voedsel in ruil voor schatkistcertificaten in te slaan. Met Stirling waren landmeter-generaal Roe en enkele families die zich aan de Sound wensten te vestigen meegereisd. Roe diende de nederzetting uit te tekenen en deed dit op gelijkaardige wijze als voor Fremantle en Perth. Stirling noemde de plaats Albany, naar Frederik van York –  de hertog van York en Albany. Majoor Lockyer had de nederzetting Frederickstown genoemd, eveneens naar de hertog, maar die naam was nooit ingeburgerd. Stirling kwam op krachten in Albany. Hij verkende er de omgeving en wenste er grond op te nemen. Toen dit in Perth bekend raakte had men schrik dat Stirling de hoofdplaats van de kolonie naar het zuiden wilde verplaatsen. Stirling zag wel het belang in van Albany als haven op lange termijn, en als vakantieplaats om de warmte te ontvluchten in de zomer. Hij wenste ook dat kolonisten zich in het zuiden zouden vestigen. Maar het tot hoofdplaats maken was nooit zijn bedoeling.

## De kolonie van West-Australië
Op 2 of 3 januari 1832 kwam uiteindelijk de lange verwachte erkenning van de kolonie en Stirlings officiële aanstelling als gouverneur. De documenten waren op 27 december vanuit Londen met de Jolly Rambler in Fremantle aangekomen en naar Albany doorgestuurd. De kolonie aan de rivier de Swan werd tot de kolonie van West-Australië omgedoopt. Er werd een 'Executive Council' en een 'Legislative Council' opgericht. Beide bestonden uit dezelfde personen: de gouverneur, de militaire opperbevelhebber, de landmeter-generaal, de koloniaal secretaris en de advocaat-generaal. Lord Goderichs brief, opgesteld op 28 april 1831, bevatte ook de vernieuwde regelgeving voor het toekennen van grond. Alle grond zou met onmiddellijke ingang simpelweg kunnen worden aangekocht. Kavels dienden minstens 2,5 km² (640 are) groot te zijn. De gouverneur mocht uitzonderingen toestaan.
De kolonie van West-Australië zou in de volksmond nog lang de Swan River Colony worden genoemd. De oorspronkelijke nederzetting ontwikkelde zich tot de stad Perth en de kolonie tot de Australische deelstaat West-Australië.

## Tijdlijn
| 25 december 1826 | Majoor Edmund Lockyer vestigt een militaire post onder het gezag van de kolonie New South Wales aan de King George Sound in Nieuw-Holland.                                                                        |
| 21 januari 1827  | Majoor Edmund Lockyer hijst de Union Jack en vuurt een geweersalvo om het gebied formeel voor het Britse Rijk op te eisen.                                                                                        |
| 8-16 maart 1827  | Verkenning van de Swan door James Stirling |
| 5 november 1828  | George Murray, de secretaris van de 'Colonial Office', geeft het bevel onmiddellijk een schip naar de Swan te sturen om het westelijke deel van het Australische continent officieel in bezit te nemen.           |
| 30 december 1828 | James Stirling wordt tot luitenant-gouverneur van de op te richten kolonie aan de rivier de Swan benoemd en ontvangt richtlijnen over de oprichting.                                                              |
| 2 mei 1829       | Kapitein Charles Fremantle neemt voor het Britse Rijk formeel bezit van het westen van Australië. |
| 14 mei 1829      | Koninklijke bekrachtiging van de 'Western Australia Act'. |
| 3 juni 1829      | Het schip Parmelia, met aan boord onder meer James Stirling en John Septimus Roe, vaart de Cockburn Sound in. |
| 17 juni 1829     | Officiële uitroeping van de kolonie aan de rivier de Swan en benoeming van de ambtenaren. |
| 12 augustus 1829 | Officiële stichting van de stad Perth. Helen Dance, echtgenote van kapitein Dance van het schip Sulphur, hakt bij die gelegenheid een boom om.                                                                    |
| 15 december 1829 | Investeerder Thomas Peel komt met twee van zijn drie schepen aan in de kolonie aan de rivier de Swan. |
| mei 1830         | Stirling sticht Augusta aan de monding van de rivier de Blackwood. |
| augustus 1830    | 'Ensign' Robert Dale verkent het gebied ten oosten van de Darling Scarp en ontdekt de vruchtbare vallei van de rivier de Avon.                                                                                    |
| 7 maart 1831     | De militaire post aan de King George Sound wordt van New South Wales aan de kolonie aan de rivier de Swan overgedragen.                                                                                           |
| 2-3 januari 1832 | Stirling wordt tot gouverneur van West-Australië benoemd. De 'Executive Council' en de 'Legislative Council' worden opgericht. De kolonie aan de rivier de Swan wordt tot de kolonie van West-Australië hernoemd. |

## Galerij

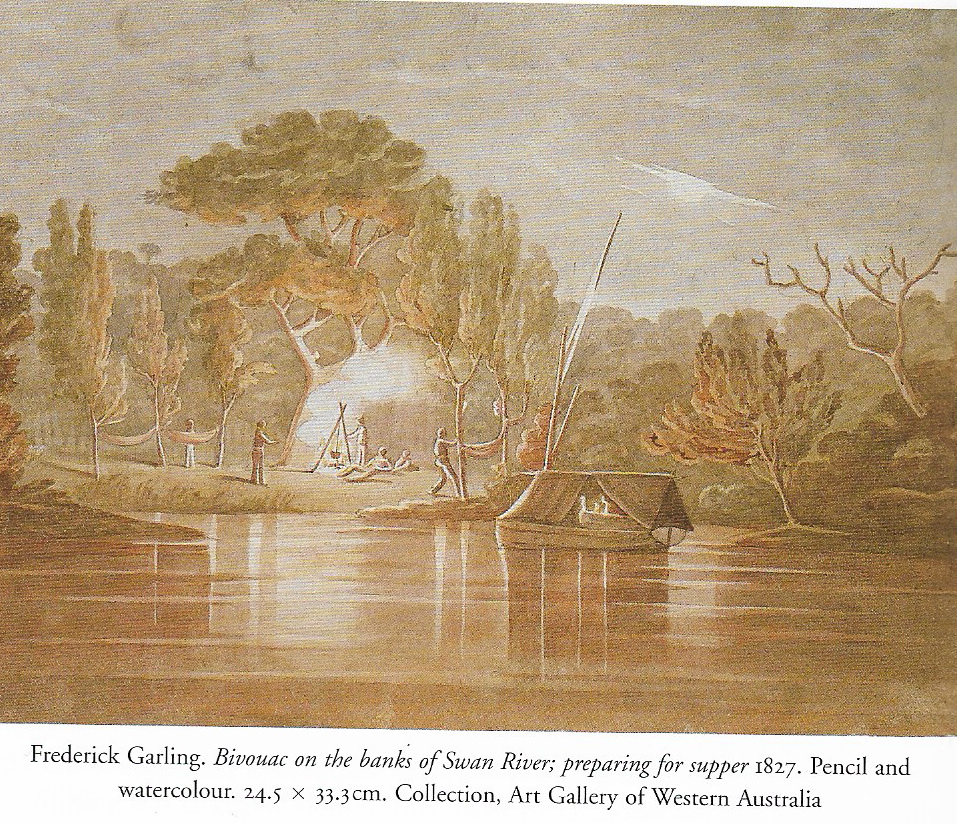
Kamperen op de oevers tijdens de verkenning van de Swan in 1827 door Garling
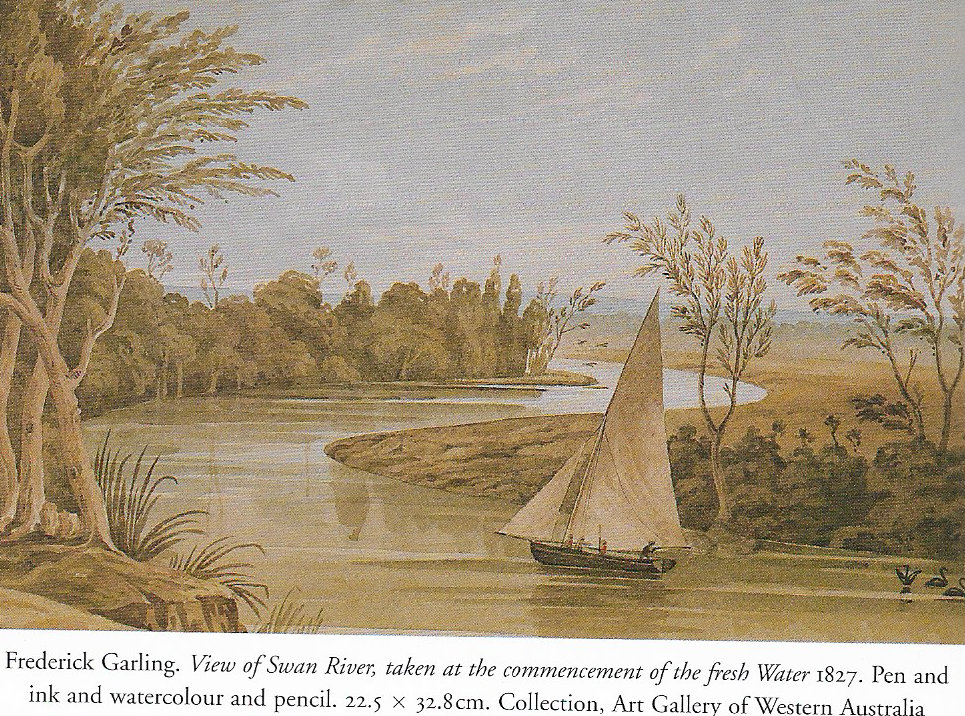
Zicht op de Swan in 1827 door Garling
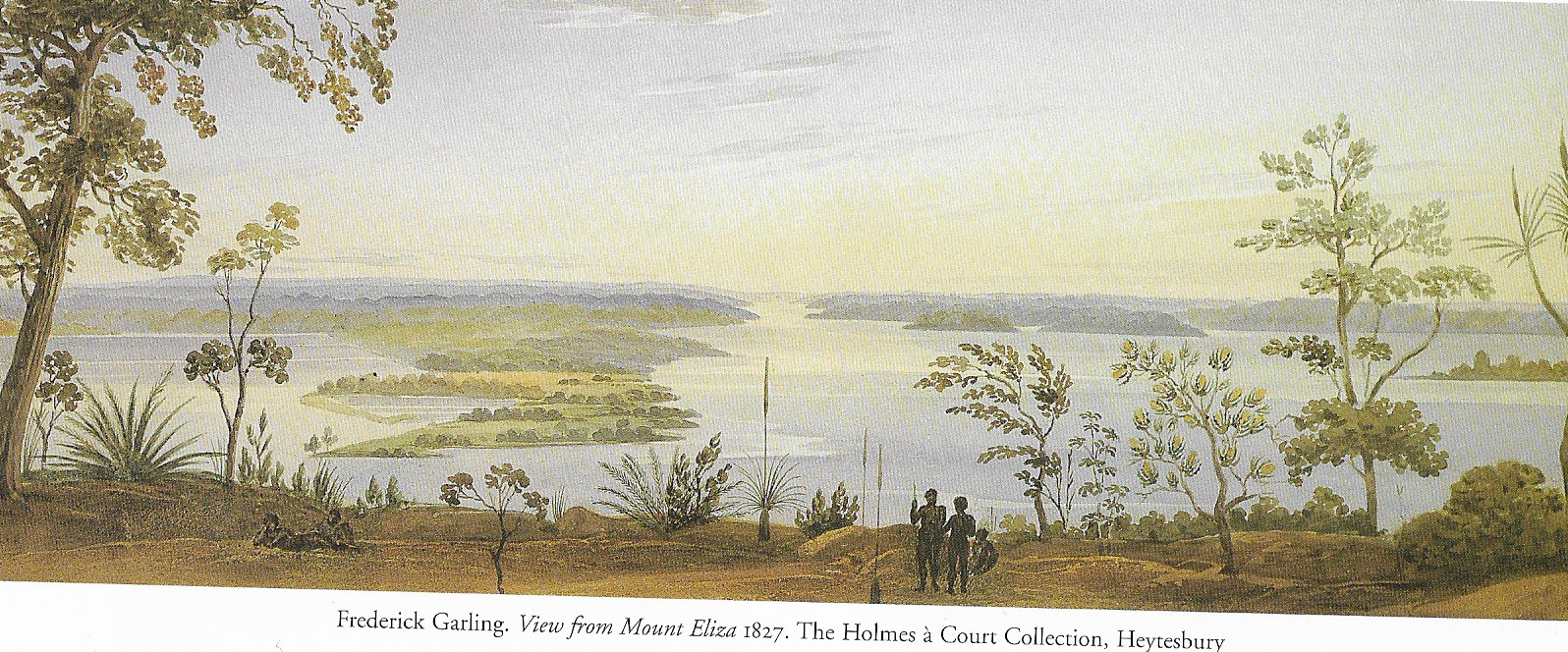
Uitzicht vanop Mount Eliza in 1827 door Garling
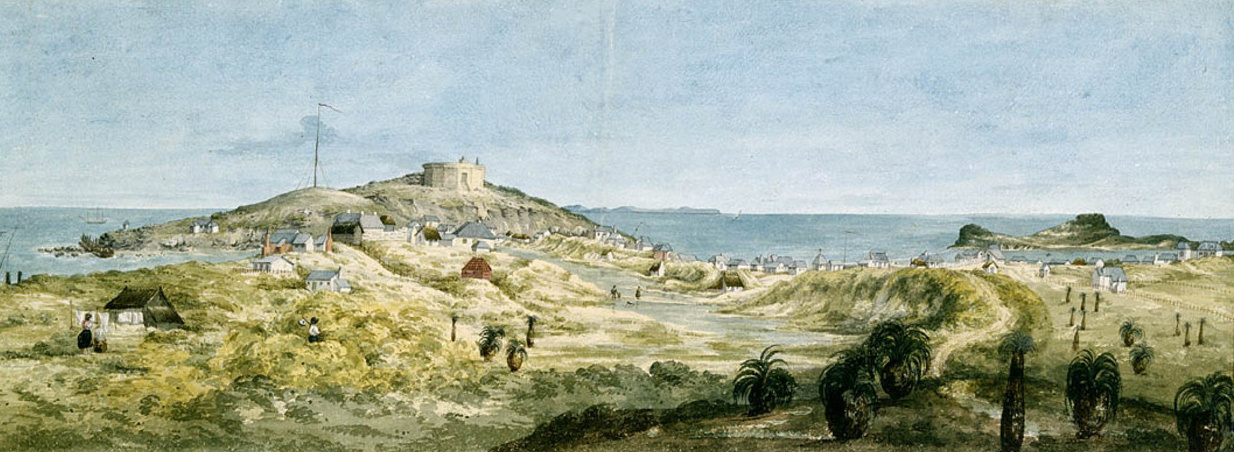
Panorama van de kolonie aan de rivier de Swan in 1831 door Jane Eliza Currie
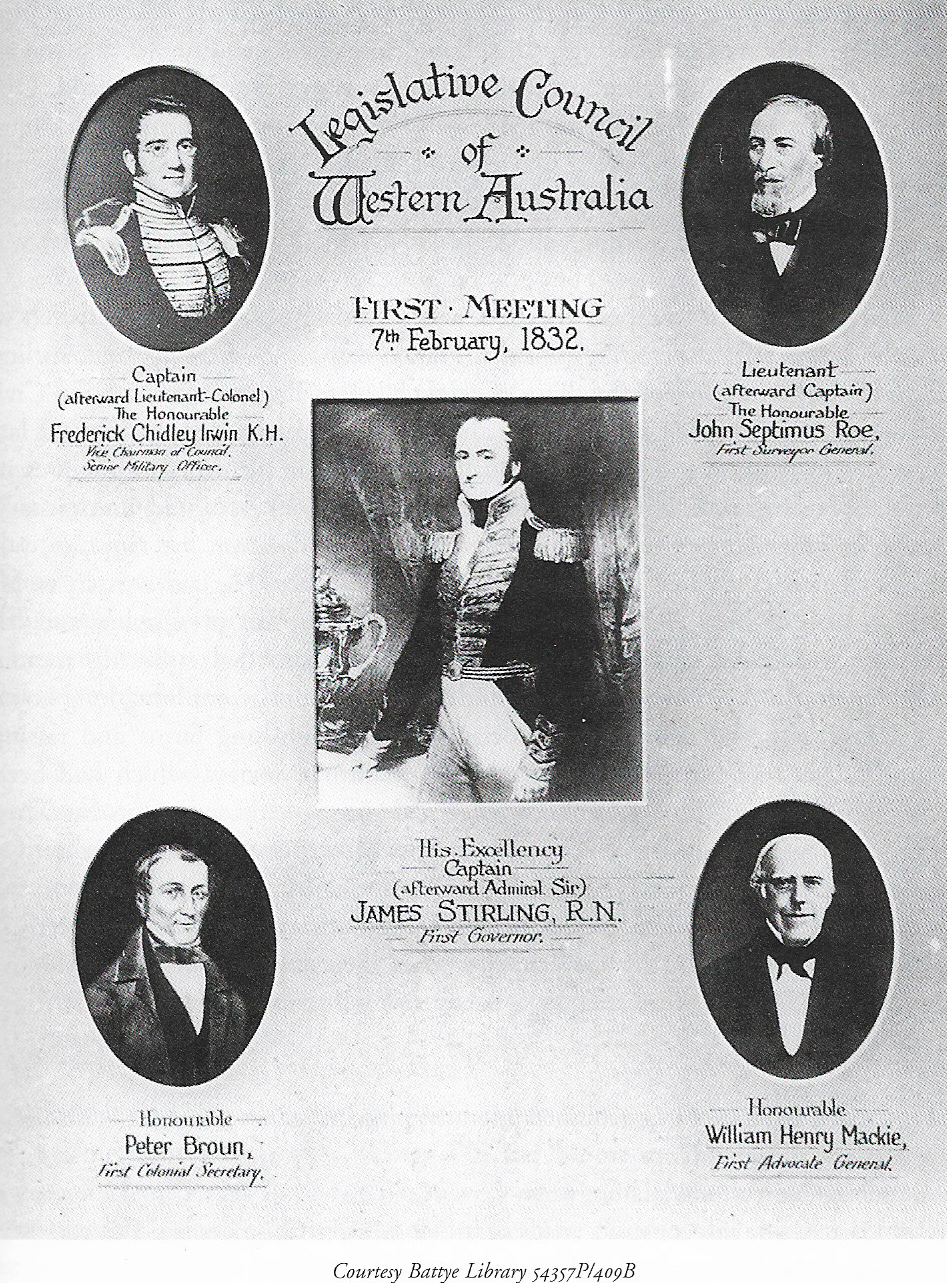
Eerste samenkomst Legislative Council september 1832